# Экономика Эстонской ССР
Экономика Эстонской ССР — составная часть экономики СССР, расположенная на территории Эстонской ССР. Входила в Прибалтийский экономический район.

Экономическая карта Эстонской ССР

## История

### 1940—1941 годы
26 июля 1940 года началась национализация промышленных предприятий, в сентябре 1940 года — предприятий торговли и коммунальных служб, в октябре 1940 года — гостиниц. После проведения национализации, производилось укрупнение предприятий (так, в Таллине вместо 10 текстильных предприятий была создана фабрика «Коммунар», через объединение 20 трикотажных предприятий была создана фабрика «Юуни выйт»).
Государственным плановым комитетом Эстонской ССР был принят народнохозяйственный план Эстонской ССР на 1941 год, выполнению которого помешала начавшаяся война.
План производства важнейших видов продукции на 1941 год (некоторые виды продукции):

### Ущерб экономике Эстонской ССР в 1941—1944 годах

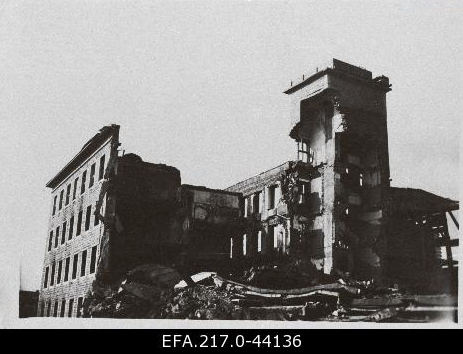
«Балтийская мануфактура», 1944 год

Общий ущерб экономике Эстонской ССР в период немецкой оккупации оценивается в 16 млрд. советских рублей (в довоенных ценах). Производственные мощности промышленности сократились в среднем на 45 %, было разрушено около 50 % жилых домов. В Таллине особенно пострадали фанерно-мебельная фабрика, комбинат «Балтийская мануфактура», целлюлозно-бумажный комбинат, заводы «Пунане РЭТ» и «Ильмарине», уничтожены все портовые сооружения.
Даже после окончания боевых действий, существенную опасность представляли мины. Так, перед отступлением, немцы успели закрыть для плавания все гавани Таллинской бухты (за исключением Рыбацкой бухты (бухты Каласадама)) установленными на рейде, в гаванях и у причалов морскими минами. При этом мины, поставленные вблизи от берега, были соединены с фугасами, заложенными в стенках пирсов. Ущерб экономике был бы значительно большим, если бы местное население не спасло от уничтожения ряд заминированных объектов, в числе которых был завод «Вольта».

### Восстановление экономики после восстановления Советской власти в Эстонии
В конце 1944 года по приглашению Госплана ЭССР в республику прибыл Л. Л. Никитин, под руководством которого была составлена экономико-географическая характеристика хозяйства и ресурсов республики.
В послевоенные годы в Эстонской ССР возобновились прерванные Второй мировой войной социалистические преобразования, восстановление народного хозяйства и построение основ социализма советского образца.
В 1970-е — 1980-е годы Эстония находилась на первом месте в СССР по объёму инвестиций в основной капитал на душу населения.
В 1990 году ВВП Эстонии по ППС составлял 17,2 тыс. $ на душу населения. По оценке ИМЭМО РАН, в 1990 году по ВВП на душу населения Эстония занимала 46-е место в мире.

## Показатели экономического и социального развития Эстонской ССР
Отдельные показатели экономического развития Эстонской ССР:
| Произведённый национальный доход в ценах соответствующих лет, млн. руб. | Произведённый национальный доход в ценах соответствующих лет, млн. руб. | Произведённый национальный доход в ценах соответствующих лет, млн. руб. | Произведённый национальный доход в ценах соответствующих лет, млн. руб. | Произведённый национальный доход в ценах соответствующих лет, млн. руб. | Произведённый национальный доход в ценах соответствующих лет, млн. руб. | Произведённый национальный доход в ценах соответствующих лет, млн. руб. | Произведённый национальный доход в ценах соответствующих лет, млн. руб. |
| 1961                                                                    | 1965                                                                    | 1970                                                                    | 1980                                                                    | 1985                                                                    | 1986                                                                    | 1987                                                                    | 1988                                                                    |
| ----------------------------------------------------------------------- | ----------------------------------------------------------------------- | ----------------------------------------------------------------------- | ----------------------------------------------------------------------- | ----------------------------------------------------------------------- | ----------------------------------------------------------------------- | ----------------------------------------------------------------------- | ----------------------------------------------------------------------- |
| 1138,2                                                                  | ↗1384,8                                                                 | ↗2164,8                                                                 | ↗3222                                                                   | ↗3867,5                                                                 | ↗4045                                                                   | ↗4067,4                                                                 | ↗4161,8                                                                 |

|                                                                                        | 1960 | 1965    | 1970     | 1975     | 1980     | 1985    | 1986    | 1988    |
| -------------------------------------------------------------------------------------- | ---- | ------- | -------- | -------- | -------- | ------- | ------- | ------- |
| Валовой общественный продукт в ценах соответствующих лет, млн. руб.                    | ..   | 3409,6  | ↗ 5050,4 | ↗ 6650,5 | ↗ 8227,4 | ↗ 10149 | ↗ 10547 | ↗ 10928 |
| Чистая продукция предприятий материального производства в фактических ценах, млн. руб. | ..   | ..      | ..       | ..       | ↗ 2643   | ↗ 3470  | ↗ 3596  | ↗ 3796  |
| Продукция промышленности в сопоставимых ценах, млн. руб.                               | ..   | ..      | ..       | ..       | 4921     | ↗ 6002  | ↗ 6206  | ↗ 6640  |
| Продукция сельского хозяйства в сопоставимых ценах, млн. руб.                          | ..   | ..      | ..       | ..       | 1718     | ↗ 1770  | ↗ 1896  | ↘ 1779  |
| Производство товаров народного потребления (без алкогольных напитков), млн. руб.       | ..   | ..      | ..       | ..       | ..       | ..      | 3561    | ↗ 3943  |
| Ввод в действие основных фондов в сопоставимых ценах, млн. руб.                        | 283  | ↗ 428   | ↗ 638    | ↗ 778    | ↗ 1054   | ↘ 1044  | ↗ 1298  | ↘ 1190  |
| Капитальные вложения в сопоставимых ценах, млн. руб.                                   | 306  | ↗ 451   | ↗ 576    | ↗ 794    | ↗ 934    | ↗ 1110  | ↗ 1190  | ↗ 1320  |
| Грузооборот транспорта общего пользования, млн. тонн·км                                | 4758 | ↗ 10312 | ↗ 12151  | ↗ 15949  | ↗ 16842  | ↗ 17953 | ↗ 19568 | ↗ 29600 |
| Отправление грузов транспортом общего пользования, млн. тонн                           | 88   | ..      | 95       | ..       | ↗ 123    | ↗ 128   | ↗ 130   | ↗ 139   |

Отдельные показатели социального развития Эстонской ССР:

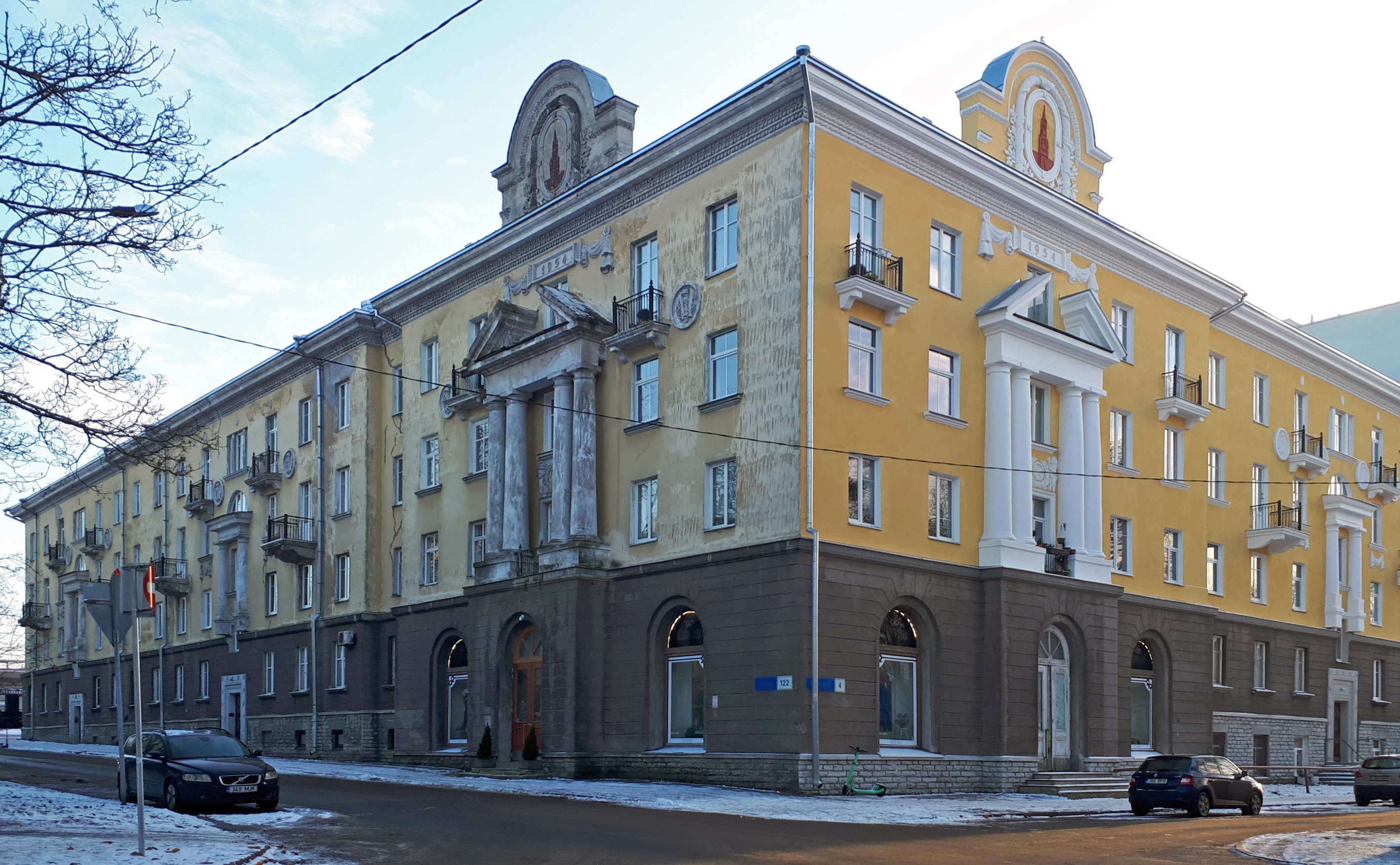
Жилой дом ул. Койду 122, Таллин, ноябрь 2022 года. Построен в 1954 году

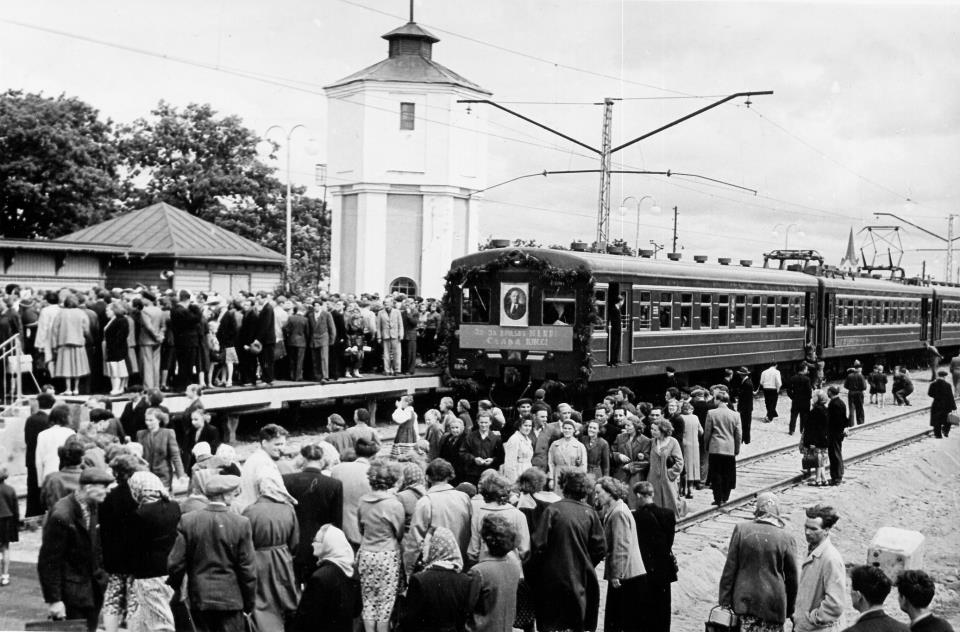
В праздничный день на железнодорожном вокзале Кейла, 1950—1960-е годы

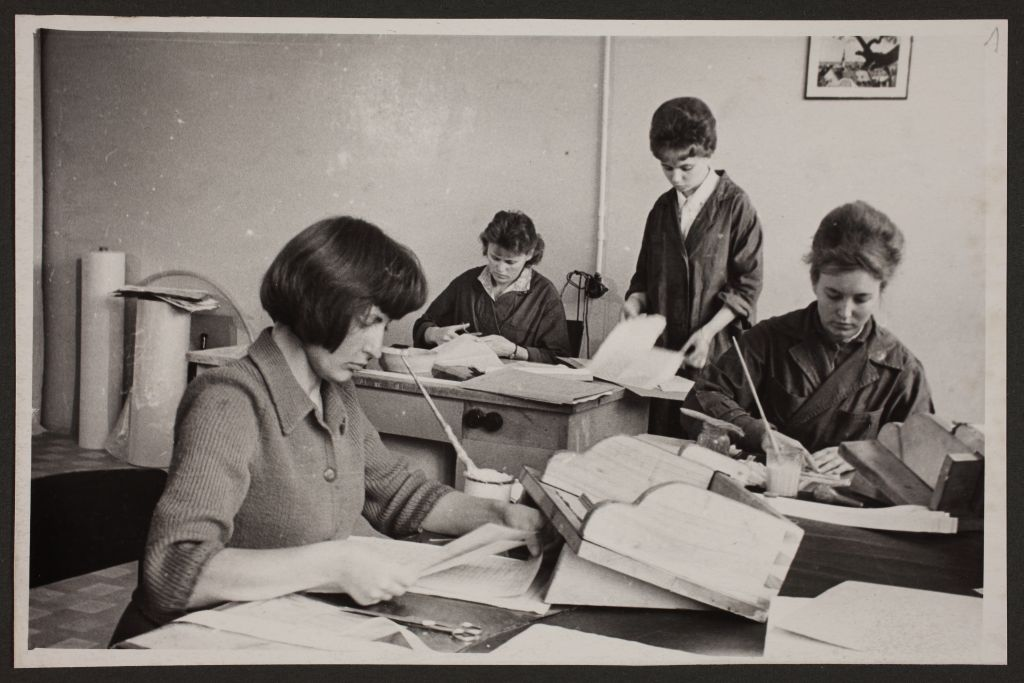
Работницы лаборатории Центрального архива ЭССР, 1967 год

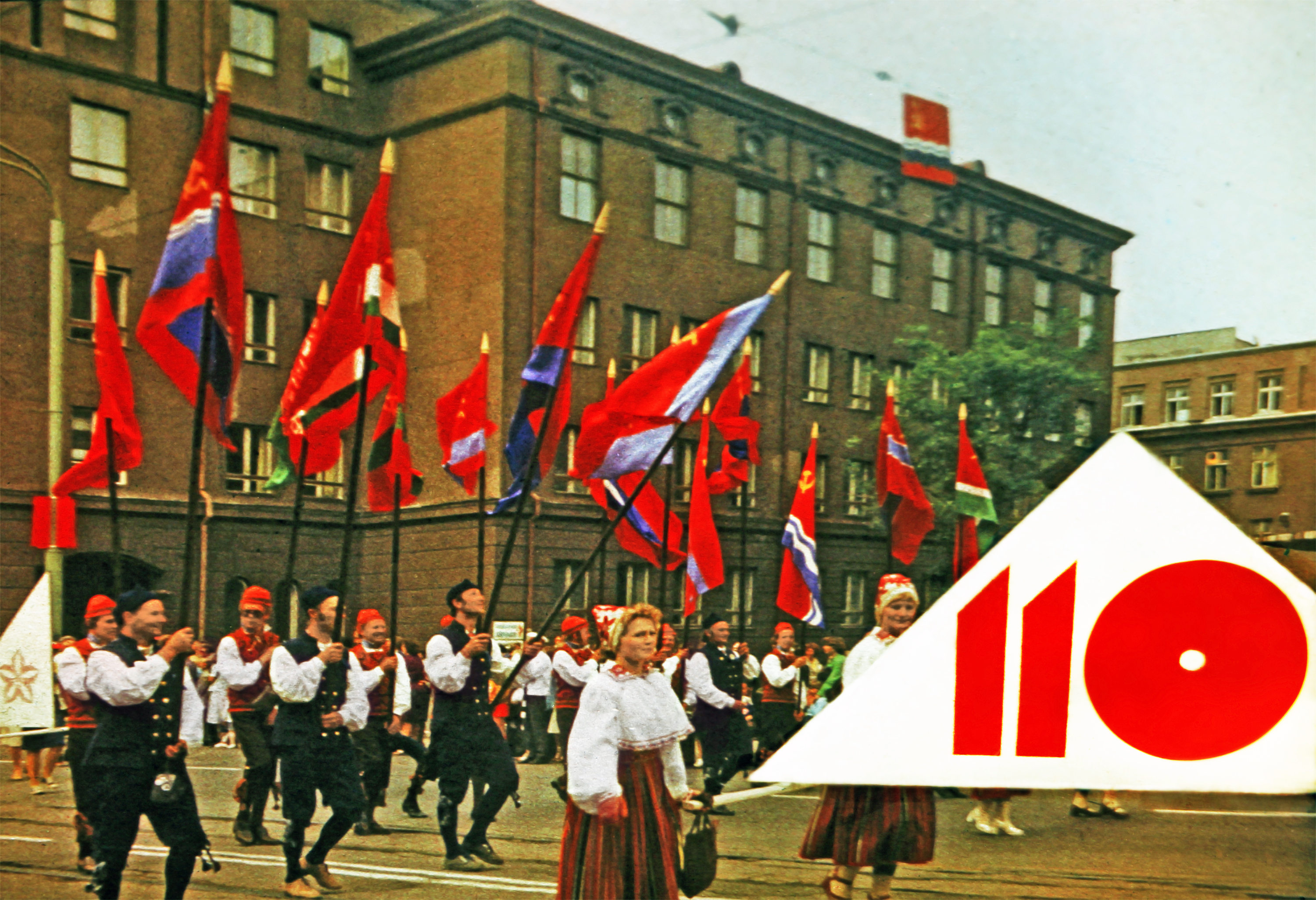
Шествие в Таллине в честь XIX праздника песни, 1980 год

|                                                                   | 1960 | 1965  | 1970  | 1975  | 1980  | 1985  | 1988  |
| ----------------------------------------------------------------- | ---- | ----- | ----- | ----- | ----- | ----- | ----- |
| Всего                                                             | 537  | ↘ 529 | ↗ 765 | ↘ 722 | ↗ 812 | ↘ 785 | ↘ 673 |
| ..государственными и кооперативными предприятиями и организациями | 356  | ↗ 374 | ↗ 544 | ↘ 498 | ↗ 579 | ↘ 497 | ↘ 448 |
| ..жилищной кооперацией                                            | -    | 45    | ↗ 67  | → 67  | ↘ 66  | ↗ 108 | ↘ 68  |
| ..населением за свой счёт и с помощью государственного кредита    | 181  | ↘ 82  | ↗ 88  | ↘ 81  | ↘ 67  | ↗ 80  | ↘ 71  |
| ..колхозами                                                       | -    | 28    | ↗ 66  | ↗ 76  | ↗ 100 | → 100 | ↘ 86  |

| | ЭССР  | СССР  |
| --- | ----- | ----- |
| Ожидаемая продолжительность жизни, лет                                                                              | 70,6  | 69,5  |
| Размер семьи, чел.                                                                                                  | 3,1   | 3,5   |
| Зарплата рабочих и служащих в месяц, руб.                                                                           | 270,1 | 240,4 |
| Зарплата работников совхозов в месяц, руб.                                                                          | 300,9 | 235,8 |
| Оплата труда колхозников в месяц, руб.                                                                              | 317,6 | 200,8 |
| Обеспеченность жильём на конец года*, м2 общей площади на одного человека                                           | 20,8  | 15,3  |
| Размер квартир в индивидуальных домах, построенных населением за свой счёт и с помощью государственного кредита, м2 | 102,7 | 78,1  |
| Розничный товарооборот государственной и кооперативной торговли (вкл. общественное питание) на душу населения, руб. | 2164  | 1406  |
| Размер вклада в Сбербанке на конец года, руб.                                                                       | 2039  | 1624  |
| Объём платных услуг на душу населения, руб., в т. ч.:                                                               | 337   | 233   |
| ..бытовые услуги, руб.                                                                                              | 97,8  | 54,6  |
| ..услуги ЖКХ, руб.                                                                                                  | 59,3  | 40,2  |
| ..услуги культуры, руб.                                                                                             | 12,0  | 8,2   |
| Число легковых автомобилей в личной собственности на 100 семей                                                      | 35    | 19    |
| Продажа алкогольных напитков на душу населения (в абсолютном алкоголе, литров)                                      | 6,8   | 4,4   |
| Заболеваемость населения алкоголизмом, чел./100 тыс. жителей                                                        | 85    | 149   |
| Заболеваемость населения наркоманией и токсикоманией, чел./100 тыс. жителей                                         | 3,3   | 5,4   |
| Коэффициент младенческой смертности                                                                                 | 14,7  | 22,7  |
| Обеспеченность населения врачами (чел. на 10 тыс. жителей)                                                          | 48,3  | 44,4  |
| Обеспеченность населения средним медицинским персоналом (чел. на 10 тыс. жителей)                                   | 116,2 | 117,7 |
| Обеспеченность населения больничными койками (число коек на 10 тыс. жителей)                                        | 121,7 | 132,9 |
| Лица эстонской национальности в общей численности населения на 1 января, %                                          | 61,5  | -     |
| Руководители эстонской национальности в общей численности руководителей на 1 января, %                              | 82,2  | -     |

* Примечание: 1987 год
| Год  | Мясо, мясо- продукты и животный жир в пересчёте на мясо | Молоко и молочные продукты в пересчёте на молоко | Рыба и рыбо- продукты | Яйца, штук | Овощи и бахчевые | Сахар  | Растительное масло | Картофель | Хлеб и макаронные изделия в пересчёте на муку; мука, крупа, бобовые |
| ---- | ------------------------------------------------------- | ------------------------------------------------ | --------------------- | ---------- | ---------------- | ------ | ------------------ | --------- | ------------------------------------------------------------------- |
| 1960 | 68                                                      | 406                                              | 17,7                  | 190        | 72               | 36,5   | 4,6                | 181       | 145                                                                 |
| 1965 | ▼ 63                                                    | ▬ 406                                            | ▲ 22,7                | ▼ 164      | ▼ 69             | ▲ 40,3 | ▲ 6,6              | ▲ 192     | ▼ 129                                                               |
| 1968 | ▲ 73                                                    | ▲ 414                                            | ▲ 23,6                | ▲ 212      | ▲ 76             | ▬ 40,3 | ▼ 5,9              | ▼ 163     | ▼ 127                                                               |
| 1969 | ▼ 70                                                    | ▲ 415                                            | ▲ 25,8                | ▲ 216      | ▬ 76             | ▲ 41,6 | ▼ 5,8              | ▼ 161     | ▼ 118                                                               |
| 1970 | ▲ 73                                                    | ▲ 420                                            | ▲ 29,5                | ▲ 241      | ▲ 80             | ▲ 43,6 | ▲ 6,7              | ▼ 151     | ▼ 112                                                               |
| 1971 | ▲ 74                                                    | ▲ 426                                            | ▲ 23,7                | ▲ 244      | ▲ 83             | ▼ 41,0 | ▲ 7,0              | ▲ 165     | ▼ 108                                                               |
| 1972 | ▲ 78                                                    | ▼ 421                                            | ▲ 25,2                | ▲ 254      | ▼ 80             | ▼ 40,9 | ▼ 6,9              | ▼ 152     | ▼ 103                                                               |
| 1975 | ▲ 90                                                    | ▲ 442                                            | ▲ 27,6                | ▲ 258      | ▼ 79             | ▲ 41,3 | ▲ 8,2              | ▼ 140     | ▲ 104                                                               |
| 1976 | ▼ 85                                                    | ▼ 426                                            | ▲ 27,1                | ▲ 265      | ▼ 56             | ▲ 44,5 | ▬ 8,2              | ▲ 141     | ▼ 103                                                               |
| 1977 | ▬ 85                                                    | ▲ 443                                            | ▲ 24,8                | ▲ 269      | ▲ 60             | ▼ 40,6 | ▲ 9,3              | ▲ 144     | ▼ 100                                                               |
| 1978 | ▼ 84                                                    | ▲ 455                                            | ▲ 25,3                | ▲ 282      | ▲ 64             | ▲ 44,8 | ▲ 9,8              | ▼ 124     | ▼ 96                                                                |
| 1979 | ▼ 80                                                    | ▼ 439                                            | ▬ 25,5                | ▼ 281      | ▲ 66             | ▼ 43,6 | ▼ 9,5              | ▲ 125     | ▲ 98                                                                |
| 1980 | ▲ 83                                                    | ▼ 436                                            | ▼ 23,7                | ▲ 306      | ▬ 66             | ▼ 42,9 | ▲ 9,6              | ▼ 121     | ▬ 98                                                                |

| Год                                                                                    | 1970 | 1970 | 1980 | 1980 | 1985 | 1985 | 1988 | 1988 |
| Продукты питания                                                                       | СССР | ЭССР | СССР | ЭССР | СССР | ЭССР | СССР | ЭССР |
| -------------------------------------------------------------------------------------- | ---- | ---- | ---- | ---- | ---- | ---- | ---- | ---- |
| Мясо и мясные продукты в пересчёте на мясо (включая сало и субпродукты в натуре)       | 47,5 | 73   | 57,6 | 82   | 61,7 | 89   | 64,1 | 82   |
| Молоко и молочные продукты (в пересчёте на молоко)                                     | 307  | 420  | 314  | 453  | 325  | 489  | 341  | 478  |
| Рыба и рыбные продукты                                                                 | 15,4 | 29,5 | 17,6 | 24,9 | 18,0 | 24,6 | 18,0 | 25,3 |
| Овощи и бахчевые                                                                       | 82   | 80   | 97   | 83   | 102  | 79   | 100  | 82   |
| Картофель                                                                              | 130  | 151  | 109  | 122  | 104  | 113  | 105  | 109  |
| Хлебные продукты (хлеб и макаронные изделия в пересчёте на муку, мука, крупа, бобовые) | 149  | 112  | 138  | 96   | 133  | 92   | 132  | 87   |
| Сахар                                                                                  | 38,8 | 43,6 | 44,4 | 46,0 | 42,2 | 44,7 | 47,2 | 49,5 |
| Растительное масло                                                                     | 6,8  | 6,7  | 8,8  | 9,0  | 9,7  | 9,5  | 10,0 | 7,8  |
| Яйца, шт.                                                                              | 159  | 241  | 239  | 305  | 260  | 296  | 272  | 294  |

* Примечание: данные за 1980 год по Эстонской ССР пересчитаны

## Сельское хозяйство

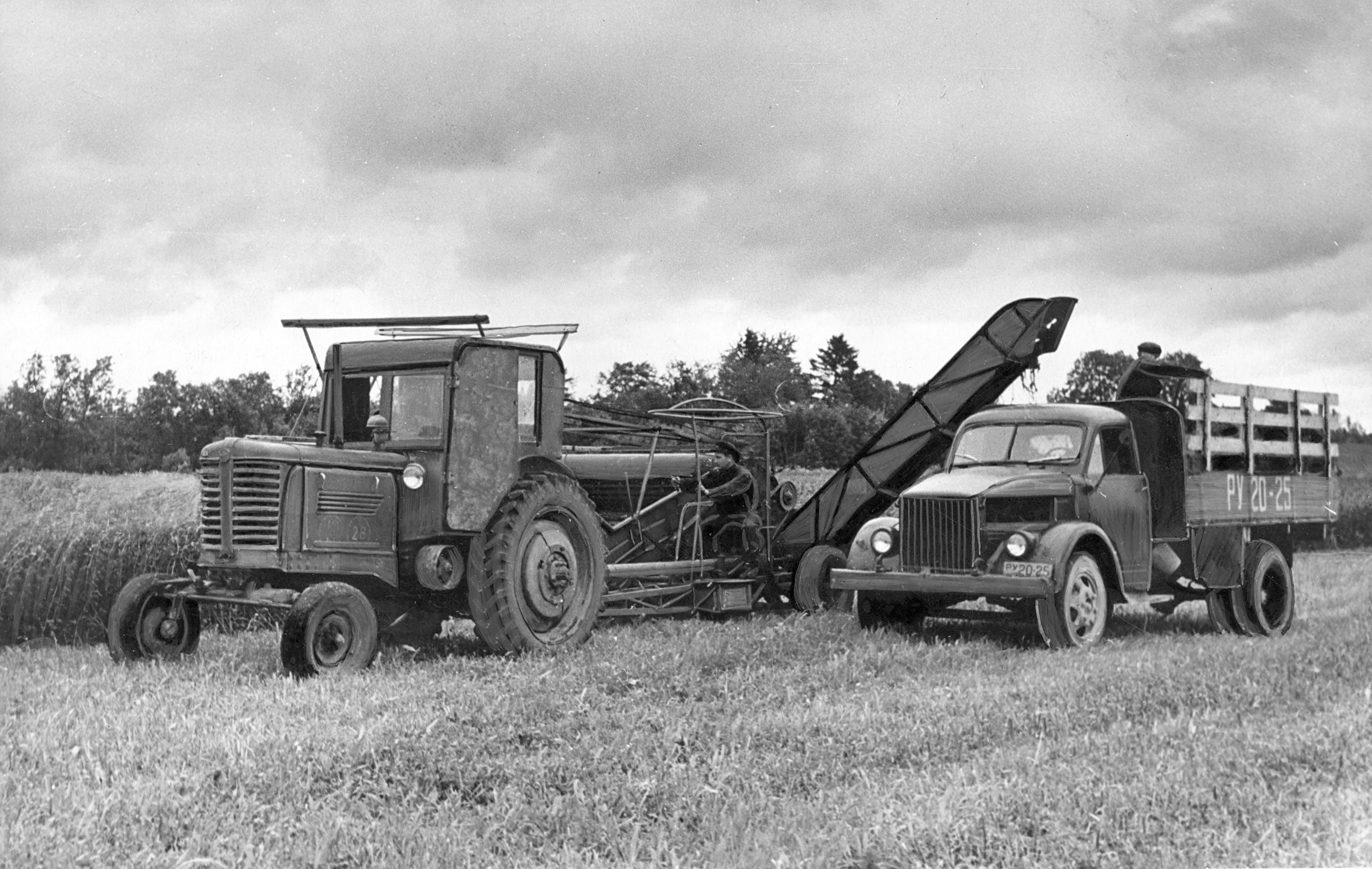
Сбор белого донника в колхозе «Рахва выйт»

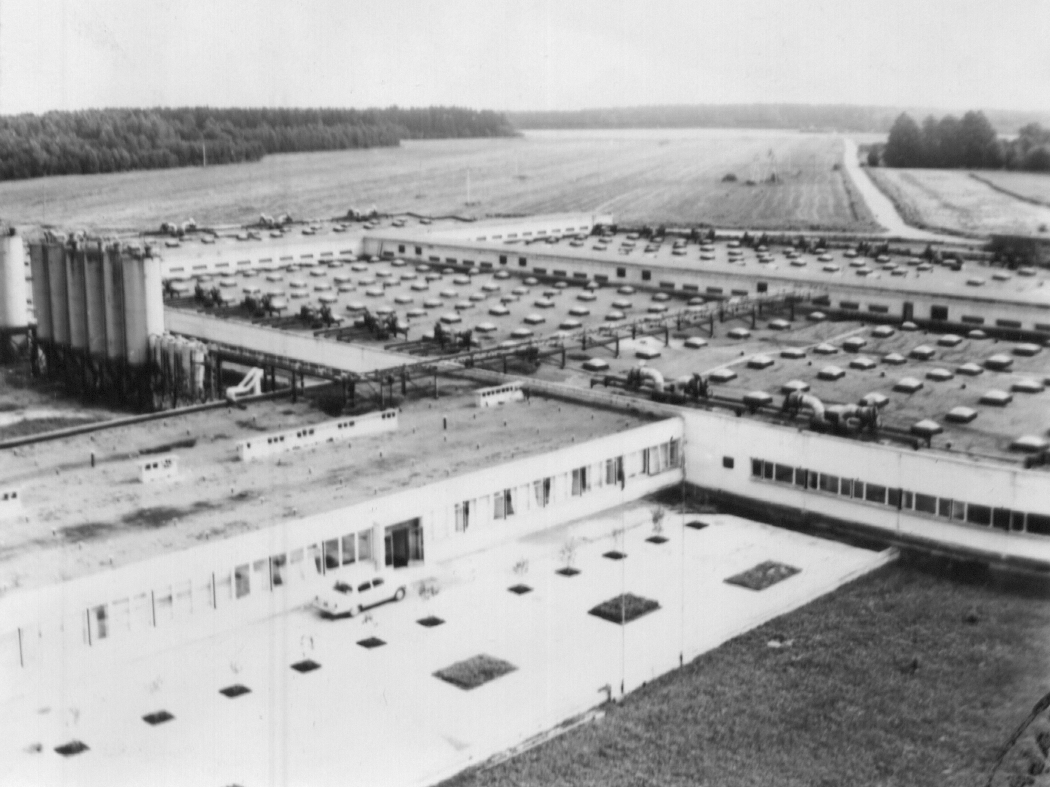
Комбинат по производству свинины совхоза-техникума им. Ю. Гагарина, 1979 год

Первое послевоенное коллективное хозяйство в Эстонии (колхоз имени В. Кингисеппа) было создано 6 сентября 1947 года в деревне Сакла на острове Сааремаа. В декабре 1948 года в колхозах и сельскохозяйственных артелях состояли 6650 крестьянских хозяйств (4,6 %), в 1951 году — 95, 5% хозяйств.
В 1986 году в республике насчитывалось 152 совхоза и 150 колхозов (в том числе 8 рыболовецких). Общая площадь земель сельскохозяйственного назначения составляла 1,4 млн га, в том числе:
- пашня — 1,0 млн га,
- сенокосы — 0,2 млн га,
- пастбища — 0,2 млн га.

Большое значение имела мелиорация: площадь осушенных земель — 1,109 млн га (1986 год).
Сельское хозяйство — вторая, после промышленности, важная отрасль народного хозяйства Эстонской ССР. Им руководило Министерство сельского хозяйства ЭССР.
В 1979 году в общей площади Эстонии сельскохозяйственные угодья занимали 34 %, лес — 40,5 %, прочие земли — 25,5 %.
Среди товарных отраслей растениеводства важное место занимали производство зерна и картофеля, овощеводство и льноводство. Основные направления животноводства — молочно-мясное скотоводство и беконное свиноводство, за ними следовали птицеводство, пушное звероводство и овцеводство. В 1977 году доля животноводства в общих денежных доходах колхозов составила 79,9 % и совхозов — 84,5 %, в общей прибыли соответственно 89,5 % и 95,6 %.
В Эстонии в результате длительной племенной работы, которая ведётся со второй половины XIX века, хозяйства располагали только высокопродуктивным племенным крупным рогатым скотом. Эстонская красная порода в 1978 году составляла 69 % общего поголовья крупного рогатого скота, эстонская чёрно-пёстрая порода — 31 %. В небольшом объёме разводили также скот эстонской местной породы.
В 1974 году среднегодовой удой молока от коров эстонской красной породы, занесённых в государственную племенную книгу, составил 4121 кг, жирномолочность — 4,5 %, количество молочного жира — 166 кг; от коров эстонской чёрно-пёстрой породы соответственно 4281 кг, 3,9 % и 167 кг. В колхозах и государственных хозяйствах среднегодовой удой молока от коровы составил в 1975 году 3490 кг, жирномолочность — 3,7 %.
В свиноводстве преобладающей породой была крупная белая порода (70 % всего поголовья свиней). В овцеводстве была распространена преимущественно эстонская тёмноголовая порода (73 % общего поголовья овец). В республике насчитывалось 13 племенных овцеводческих хозяйств.
Основной отраслью птицеводства было куроводство. разводили главным образом белых леггорнов, в меньшем количестве — породы нью-гемпшир и австралорп. Имелись 4 племенные станции куроводства и 6 инкубаторно-птицеводческих ферм. Производством яиц на промышленной основе занимались Таллинская опорно-показательная птицефабрика в посёлке Лоо (в 1977 году поголовье кур 442 тыс., производство яиц 109,5 млн. шт., 248 яиц на курицу-несушку) и совхоз «Пыдрангу» (цифры соответственно 385 тыс., 94,4 млн. шт. и 246 яиц).
4 фермы разводили индеек широкогрудой белой породы, три фермы разводили тулузских и эмденских гусей, одна ферма разводила пекинских уток.
В ЭССР насчитывалась 61 племенная коневодческая ферма. Разводимые в республике породы лошадей — ториская, эстонская ломовая и эстонская лошадь — относились к числу ценных пород. Одна из ферм разводила тракененских лошадей.
Значительное развитие получило пушное звероводство. В 1977 году колхозами, совхозами и звероводческими фермами ЭРСПО было произведено 309 тыс. шкурок, из них 68 % — норки, 24 % — голубого песца, 8 % — серебристо-чёрной лисицы; их валовая стоимость составила 17,6 млн рублей.
|                                  | 1940   | 1950     | 1960     | 1970     | 1975     | 1977     | 1985    | 1987     | 1988    |
| -------------------------------- | ------ | -------- | -------- | -------- | -------- | -------- | ------- | -------- | ------- |
| Зерновые и зернобобовые          | 654,9  | ↘ 522,2  | ↘ 362,7  | ↗ 726,1  | ↗ 1113,8 | ↗ 1243,4 | ↘ 929,3 | ↗ 1257,1 | ↘ 591,2 |
| Льноволокно                      | 7,3    | ↘ 3,6    | ↘ 2,3    | ↘ 1,2    | ↘ 0,8    | ↗ 1,8    | ↘ 0,9   | ↗ 1,0    | ↘ 0,7   |
| Овощные культуры                 | 23,0   | ↗ 92,6   | ↗ 143,8  | ↘ 137,6  | ↘ 106,5  | ↘ 101,7  | ↗ 126,2 | ↘ 116,2  | ↗ 128,9 |
| Картофель                        | 1223,0 | ↘ 1139,6 | ↗ 1302,6 | ↗ 1414,3 | ↘ 1216,2 | ↘ 1156,2 | ↘ 832,9 | ↘ 728,4  | ↘ 715,7 |
| Кукуруза (зелёная масса)         | -      | -        | 832,5    | ↘ 793,8  | ↘ 619,0  | ↘ 373,0  | ↘ 103,2 | ↘ 48,7   | ↗ 76,9  |
| Силосные культуры (без кукурузы) | -      | 261,0    | ↗ 477,3  | ↘ 238,4  | ↘ 47,9   | ↗ 166,6  | ↘ 96,1  | ↗ 121,4  | ↘ 93,9  |

|           | 1950 | 1960   | 1965  | 1970   | 1975   | 1977   | 1985   | 1987   | 1988   |
| --------- | ---- | ------ | ----- | ------ | ------ | ------ | ------ | ------ | ------ |
| Тыс. тонн | 10,9 | ↗ 33,4 | ↘ 7,2 | ↗ 42,8 | ↘ 29,1 | ↘ 25,7 | ↗ 38,6 | ↘ 31,5 | ↘ 21,7 |

|                                  | 1940  | 1950    | 1960    | 1977     |
| -------------------------------- | ----- | ------- | ------- | -------- |
| Мясо (в убойном весе), тыс. тонн | 72,1  | ↗ 54,1  | ↘ 100,3 | ↗ 182,0  |
| Молоко, тыс. тонн                | 781,6 | ↘ 508,0 | ↗ 856,6 | ↗ 1217,5 |
| Яйца, млн. штук                  | 133,6 | ↘ 121,7 | ↗ 236,3 | ↗ 458,2  |
| Шерсть, тонн                     | -     | 604     | ↗ 798   | ↘ 383    |

## Лесное хозяйство

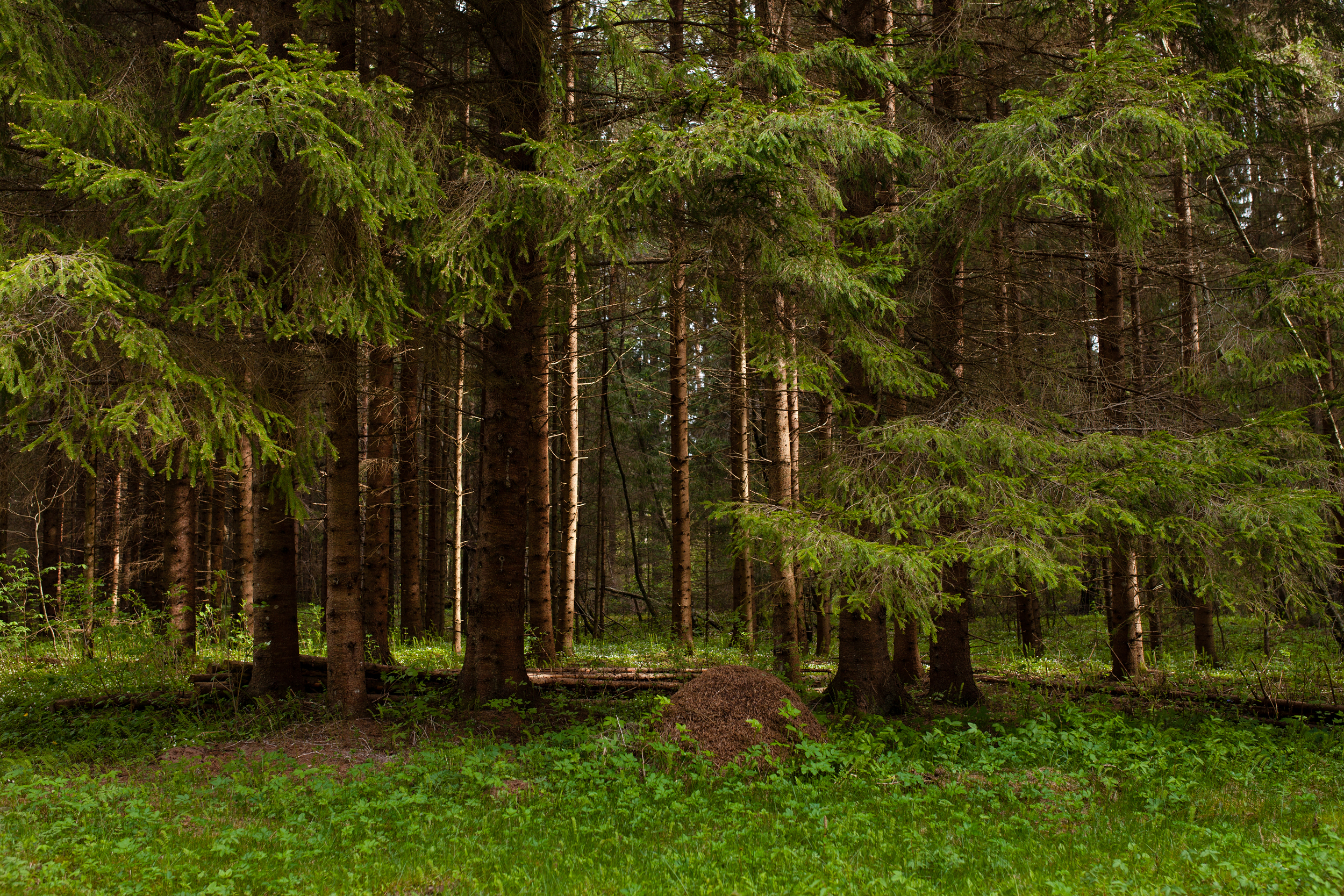
Лес в деревне Валгеметса

Общая площадь земель государственного лесного фонда Эстонской ССР по состоянию на 1 января 1978 года составляла 2350 тысяч га; 74,0  % этой площади занимали леса, 5,1 % — временно безлесные участки (прогалины, необлесившиеся вырубки, гари, редины, молодые лесокультуры), 20,9 % — нелесные земли (болота, просеки, трассы, лесовозные дороги, канавы и т.  п.).
В 1958 году лесистость (доля покрытой лесом площади в общей площади республики) составляла 29 %. В результате проведения мероприятий по расширению лесопокрытой площади эта цифра в 1978 году достигла 38,5 %.
По народнохозяйственному назначению леса Эстонской ССР подразделялись на две группы. К I группе относились леса защитного значения (леса государственных заповедников, лесопарки, защитные полосы вдоль шоссейных и железных дорог, хозяйственные леса I группы, почвозащитные леса). В 1978 году они составляли 27 % общей площади лесного фонда республики. Ко II группе относились эксплуатируемые леса, обеспечивающие основные потребности народного хозяйства в древесине. Лесное хозяйство в лесах гослесфонда находилось в ведении 22 лесхозов и 1 лесоопытной станции Министерства лесного хозяйства и охраны природы ЭССР. В составе лесхозов имелось 211 лесничеств. Основную лесозаготовку вели 6 лесокомбинатов (Вильяндиский, Выруский, Пярнуский, Раквереский, Тартуский, Тюриский) Министерства лесной и деревообрабатывающей промышленности ЭССР. Наиболее высокий средний годовой прирост давали леса Ряпинаского (3,88 м3/га), Элваского (3,51 м3/га), Тартуского (3,47 м3/га), Вильяндиского (3,32 м3/га), Выруского (3,24 м3/га) и Килинги-Ныммеского (3,21 м3/га) лесхозов.
В 1975 году сосна составляла 41 % лесопокрытой площади, берёза — 28 %, ель — 23 %, серая ольха — 3 %, осина — 1,6 %, чёрная ольха — 1,5 %, дуб и ясень — 0,6 %.
|                   | 1945 | 1950   | 1960   | 1965   | 1970   | 1975   |
| ----------------- | ---- | ------ | ------ | ------ | ------ | ------ |
| Вывозка древесины | 1687 | ↗ 1908 | ↗ 2047 | ↘ 1852 | ↘ 2341 | ↗ 2407 |
| деловая древесина | 883  | ↗ 1098 | ↗ 1279 | ↘ 1139 | ↗ 1619 | ↗ 1831 |
| дрова             | 804  | ↗ 810  | ↘ 768  | ↘ 713  | ↗ 722  | ↘ 576  |

|                                                                                                 | 1975 | 1980   | 1985   | 1987   |
| ----------------------------------------------------------------------------------------------- | ---- | ------ | ------ | ------ |
| Древесина от рубок ухода и выборочно-санитарных рубок                                           | 1445 | ↘ 1282 | ↘ 1253 | ↗ 1292 |
| в т. ч. ликвидная древесина                                                                     | 1183 | ↘ 1065 | ↘ 1049 | ↗ 1091 |
| Ликвидная древесина по главному пользованию и лесовосстановительным рубкам (без лесов совхозов) | 1263 | ↗ 1386 | ↗ 1427 | ↗ 1471 |
| в т. ч. деловая древесина                                                                       | 931  | ↗ 1024 | ↗ 1080 | ↗ 1106 |

## Рыбное хозяйство
Вылов рыбы Эстонией делится на три вида: рыболовство в Балтийском море, во внутренних водоёмах и дальний рыболовный промысел (Атлантический и Тихий океаны). Более 90 % улова составляют три вида рыб: салака, килька и треска. До 1940 года годовой вылов рыбы Эстонией в Балтийском море составлял обычно менее 20 тысяч тонн, в 1950 годах он быстро рос и до 1990 года колебался в пределах 60 000—90 000 тонн (в 1976 году превысил 95 000 тонн). После Второй мировой войны вылов Эстонией рыбы в океане был возобновлён с 1955 года (в Первой Эстонской республике он вёлся в 1932—1937 годах); самые большие уловы — свыше 350 000 тонн — были во второй половине 1970-х годов и первой половине 1980-х годов. К концу 1980-х годов океанский лов составлял треть всего улова рыбы Эстонией.
К концу 1970-х годов рыбное хозяйство Эстонской ССР включало:
- Эстонское производственное объединение рыбной промышленности «Эстрыбпром», подведомственное Всесоюзному промышленному объединению Западного бассейна Министерства рыбного хозяйства СССР;

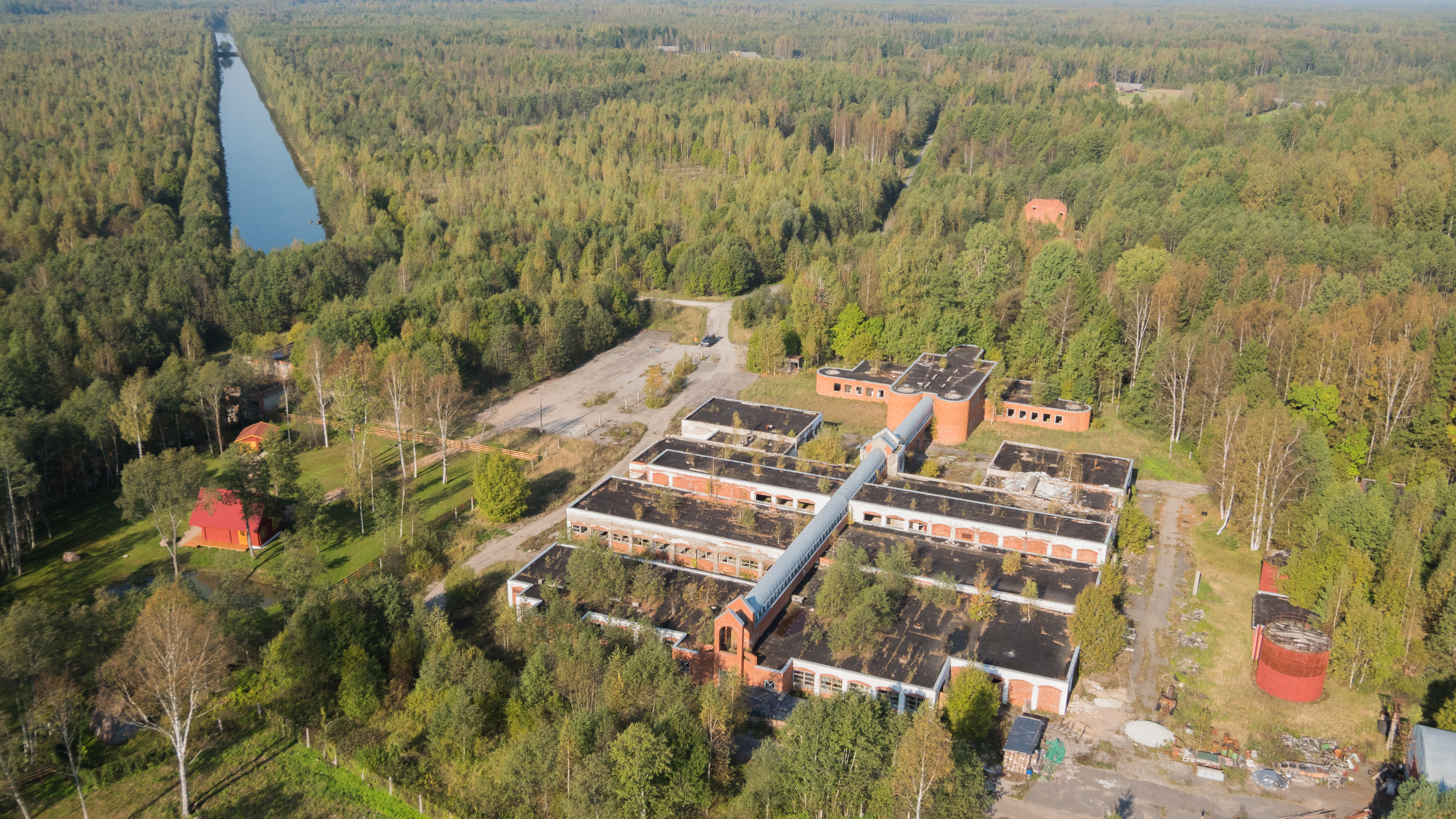
Руины рыбоводного хозяйства рыболовецкого колхоза имени С. М. Кирова, 2014 год

- предприятия системы Управления рыбного хозяйства Совета Министров ЭССР, в т. ч. 8 рыболовецких колхозов, входящих в Эстонский республиканский союз рыболовецких колхозов «Эстрыбакколхозсоюз» («Хийу Калур», опорно-показательный рыболовецкий колхоз имени С. М. Кирова, «Ляэне калур», «Маяк», «Октообер», «Пейпси калур», «Пярну калур», «Сааре калур»; на 1 января 1979 года в них состояло 17,3 тыс. членов, в т. ч. 3530 рыбаков);
- подведомственные Управлению рыбного хозяйства 3 рыбокомбината (Пярнуский, Таллинский, Тартуский);
- Пярнуское рыбное хозяйство Эстонского республиканского союза потребительских обществ (ЭРСПО);
- Выртсъярвеское опорно-показательное рыбоводное хозяйство Министерства лесного хозяйства и охраны природы Эстонской ССР;
- занимающиеся рыбоводством колхозы и совхозы Министерства сельского хозяйства ЭССР.

Рыбопромысловый флот Эстонской ССР включал в себя:
- крупные рыболовные, рыбообрабатывающие и транспортные суда («Ботнический залив», «Нарвский залив» и др.), в т. ч. морозильные траулеры типа БМРТ и РТР;
- траулеры, сейнеры типа СРТМ, СРТР и СРТ;
- рыбообрабатывающие и рефрижераторные суда и плавучие базы («Станислав Монюшко», «Фридерик Шопен» и др.).

«Эстрыбпром» давал около 90 % добываемой и перерабатываемой в океане рыбы. Ловлей рыбы в Балтийском море и внутренних водоёмах и её переработкой занимались все рыболовецкие колхозы и Пярнуский рыбокомбинат. Дальним рыболовным промыслом также занимались колхозы «Ляэне калур», «Маяк», «Пярну калур», «Сааре калур» и «Хийу калур».
Разведением товарной рыбы занимались:  
- рыболовецкий колхоз имени С. М. Кирова, рыболовецкие колхозы «Маяк», «Пярну калур», «Сааре калур» и «Хийу калур»;
- Пярнуский рыбокомбинат (рыбоводное хозяйство по разведению карпа в Выйсте);
- Таллинский рыбокомбинат;
- Тартуский рыбокомбинат (зональный рыбопитомник Вагула в Выруском районе);
- подведомственные Министерству сельского хозяйства колхозы «Линда» и «Кулдре» Выруского района и колхоз имени Э. Вильде Раквереского района;
- Ильматсалуское рыбоводное хозяйство по разведению карпа совхоза Тарту Эстонского НИИ животноводства и ветеринарии им. А. Мёльдера;
- Хааславаское рыбоводное хозяйство по разведению карпа (Тартуский район);
- Пылулаское рыбоводное хозяйство  по разведению радужной форели.

Рыбные пруды имелись также в ряде лесхозов.
Наибольшую производительность имели рыбоводные хозяйства по разведению радужной форели колхоза имени С. М. Кирова в Пяриспеа и Котка и рыбопитомники в Кярувески и Роосна-Аллику. В 1980-х годах колхоз имени С. М. Кирова построил крупное рыбоводное хозяйство по разведению карпа на реке Омеду.
|      | 1940 | 1950   | 1960   | 1965    | 1966    | 1967    | 1968    | 1969    | 1970    | 1980    | 1985    | 1986    | 1987    | 1988    |
| ---- | ---- | ------ | ------ | ------- | ------- | ------- | ------- | ------- | ------- | ------- | ------- | ------- | ------- | ------- |
| Тонн | 22,8 | ↗ 26,4 | ↗ 81,9 | ↗ 181,1 | ↗ 200,3 | ↗ 211,0 | ↗ 267,0 | ↗ 283,1 | ↗ 291,2 | ↗ 434,2 | ↘ 412,6 | ↗ 420,3 | ↘ 413,1 | ↗ 420,5 |

## Промышленность

### Добывающая промышленность
Добывающая промышленность являлась частью топливной промышленности Эстонии, другой частью которой было производство сланцевого газа и топливного торфа. Месторождения сланцев находятся на северо-востоке республики, их промышленная добыча началась в Кохтла-Ярве в 1916 году. По состоянию на 1989 год, запасы горючих сланцев оценивались в 7 млрд. тонн.

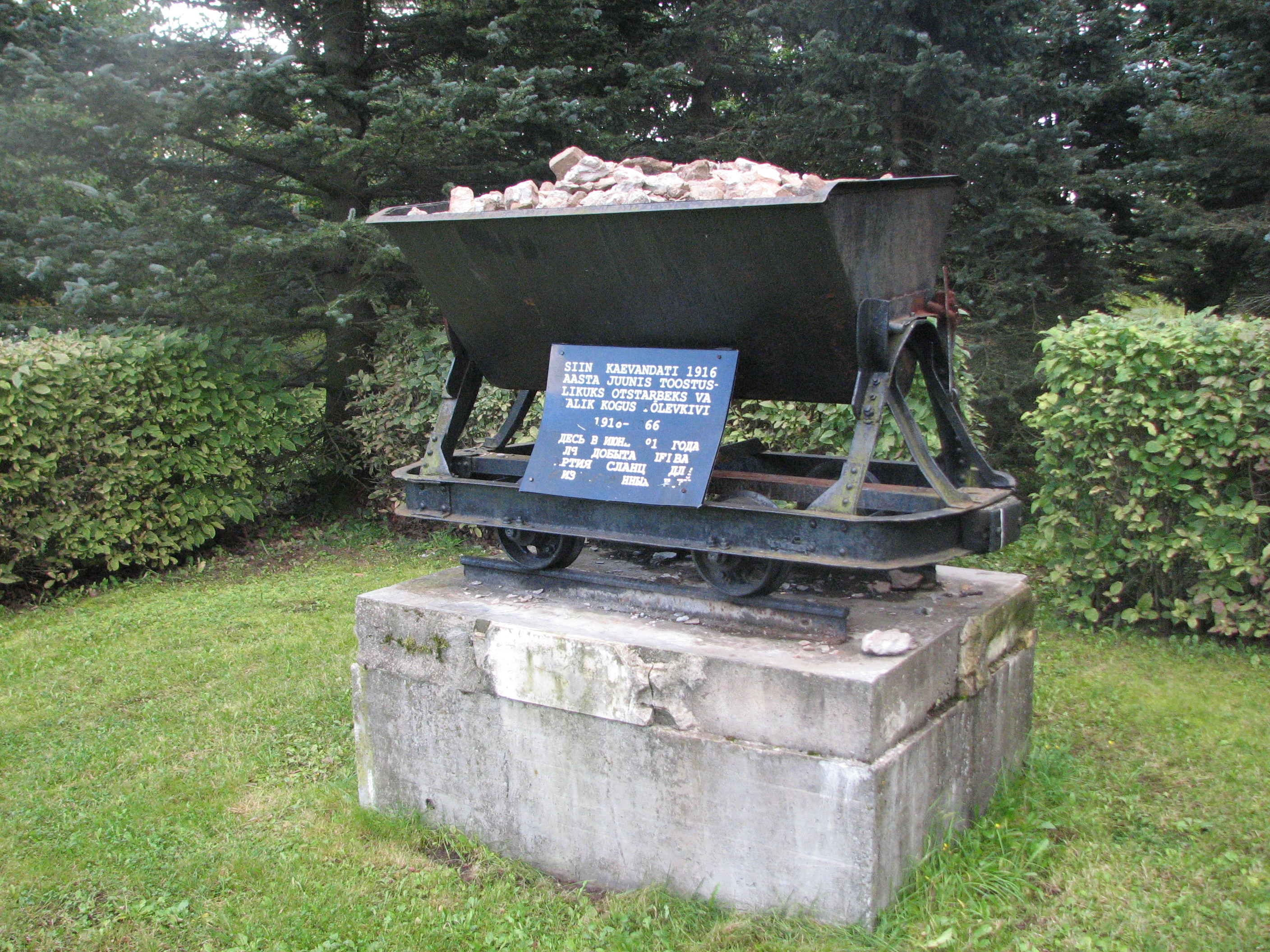
Памятный знак, посвящённый началу промышленной добычи сланца, Кохтла-Ярве

Восстановление разрушенной войной сланцедобывающей промышленности Эстонии началось в 1944 году, после ухода германских войск. В Кивиыли был восстановлен сланцехимический завод, ведущий свою историю от основанного в 1921 году акционерного общества «Ээсти Кивиыли» (AS Eesti Kiviõli), производившего сланцевое масло и бензин. В 1947 году заводом был превышен довоенный уровень добычи сланца, в 1951 году к предприятию была присоединена шахта «Кюттейыуд» («Küttejõud»). В Кохтла-Ярве было основано сланцедобывающее предприятие «Эстонсланец», которое в 1978 году имело 7 шахт и 4 разреза и добыло 30,3 млн. т горючих сланцев.
На территории Эстонской ССР также добывали фосфориты (в Маарду), торф, песок и щебень. В 1978 году было добыто 712 828 тонн фосфоритовой руды, при этом перемещено 5,2 млн. м3 горной породы.
Производство топлива:
| Производство / год                     | 1945 | 1950    | 1960    | 1970    | 1977    | 1980    | 1987    | 1990   |
| -------------------------------------- | ---- | ------- | ------- | ------- | ------- | ------- | ------- | ------ |
| Горючие сланцы, млн. тонн              | 0,9  | ↗ 3,5   | ↗ 9,2   | ↗ 18,9  | ↗ 29,7  | ↗ 31,3  | ↘ 24,9  | ↘ 22,5 |
| Торф топливный, тыс. тонн              | 155  | ↗ 470   | ↘ 467   | ↗ 972   | ↘ 875   | ↗ 918   | ↘ 500   | ↗ 746  |
| Торфяной брикет, тыс. тонн             | 22   | ↗ 55    | ↗ 100   | ↗ 299   | ↗ 327   | ↘ 298   | ↘ 169   | ↗ 201  |
| Газ искусственный (сланцевый), млн. м3 | 1,0  | ↗ 173,0 | ↗ 432,8 | ↗ 580,9 | ↘ 514,4 | ↘ 453,0 | ↘ 121,0 | ..     |

### Обрабатывающая промышленность
Ведущие отрасли промышленности:

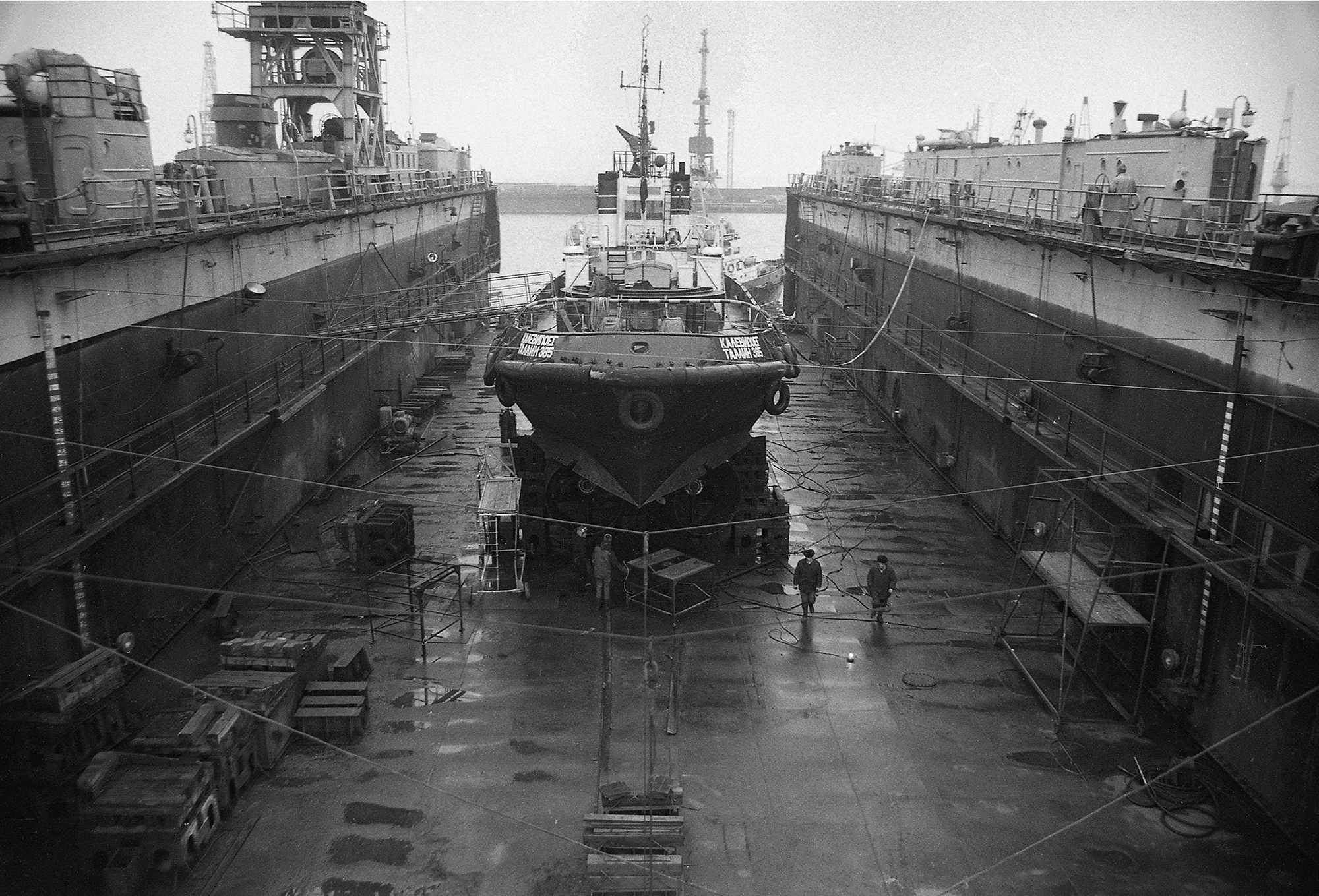
Буксир «Калевипоэг» в плавучем доке порта Пальяссааре

- машиностроение и металлообработка;
- химическая;
- текстильная;
- пищевая;
- деревообрабатывающая и целлюлозно-бумажная.

Среди отраслей машиностроения наиболее развитыми были: электро- и радиотехническая промышленность (Таллинский электротехнический завод, завод «Вольта», завод «Пунане РЭТ», электротехнический завод имени Х. Пегельмана, завод «Ээсти каабель» и др.), тяжёлое машиностроение (Таллинский машиностроительный завод, ПО «Таллэкс» и др.), приборостроение (ПО «Промприбор», Тартуский приборостроительный завод и др.) и судоремонт (крупные центры — Таллин, Локса).
|                                                                   | 1950 | 1960    | 1970    | 1977    | 1980    | 1987    | 1990    |
| ----------------------------------------------------------------- | ---- | ------- | ------- | ------- | ------- | ------- | ------- |
| Электродвигатели переменного тока мощностью 0,25–100 кВт, тыс шт. | 76,7 | ↗ 216,1 | ↗ 294,3 | ↗ 308,3 | ↗ 309,2 | ↘ 284,1 | ↘ 204,7 |
| Силовые преобразователи, тыс. кВт                                 | -    | 774     | ↗ 6244  | ↘ 3453  | ↘ 2585  | ↗ 3859  | ↘ 3358  |
| Бетономешалки, шт.                                                | -    | 265     | ↗ 828   | ↗ 987   | ↘ 550   | ↗ 790   | ..      |
| Экскаваторы, шт.                                                  | -    | 339     | ↗ 1680  | ↗ 2265  | ↘ 2251  | ↘ 2195  | ↘ 1690  |
| Нефтеаппаратура, тыс. шт.                                         | 4,2  | ↗ 7,0   | ↗ 10,8  | ↗ 26,5  | ..      | ..      | ..      |
| Радиоприёмники и радиолы, тыс. шт.                                | 20,0 | ↘ 16,9  | ↘ 10,1  | ↗ 15,7  | ..      | ..      | ..      |
| Электрорадиаторы, тыс. шт.                                        | -    | -       | 30,4    | ↗ 37,9  | ↗ 54,0  | ↗ 94,0  | ↘ 84,9  |
| Фотоимпульсные лампы, тыс. шт.                                    | -    | 18,0    | ↗ 80,0  | ↗ 127,2 | ↘ 126,6 | ↗ 156,4 | ↗ 158,4 |

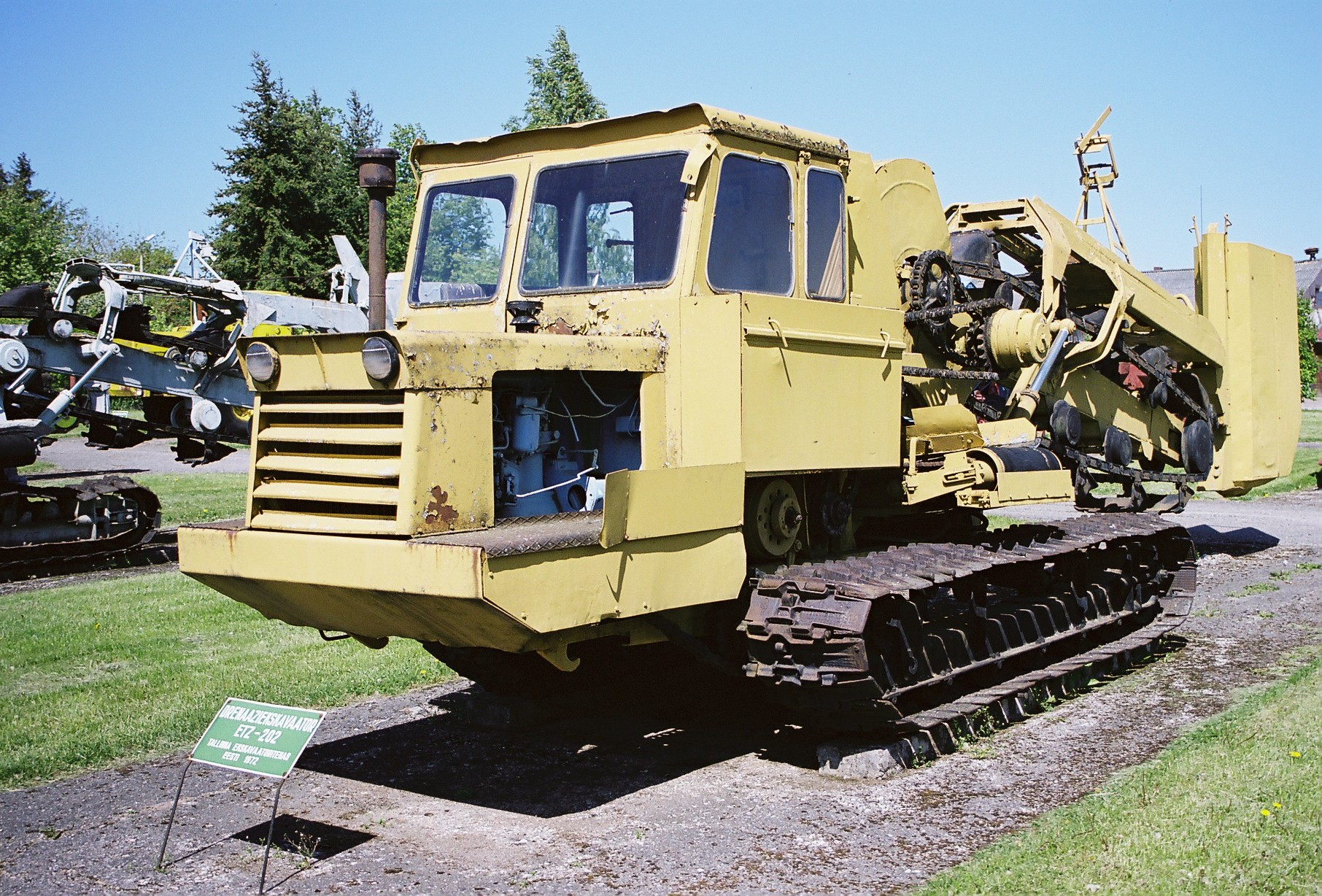
Экскаватор-дреноукладчик ЭТН-171, «Таллэкс», произведён в 1972 году

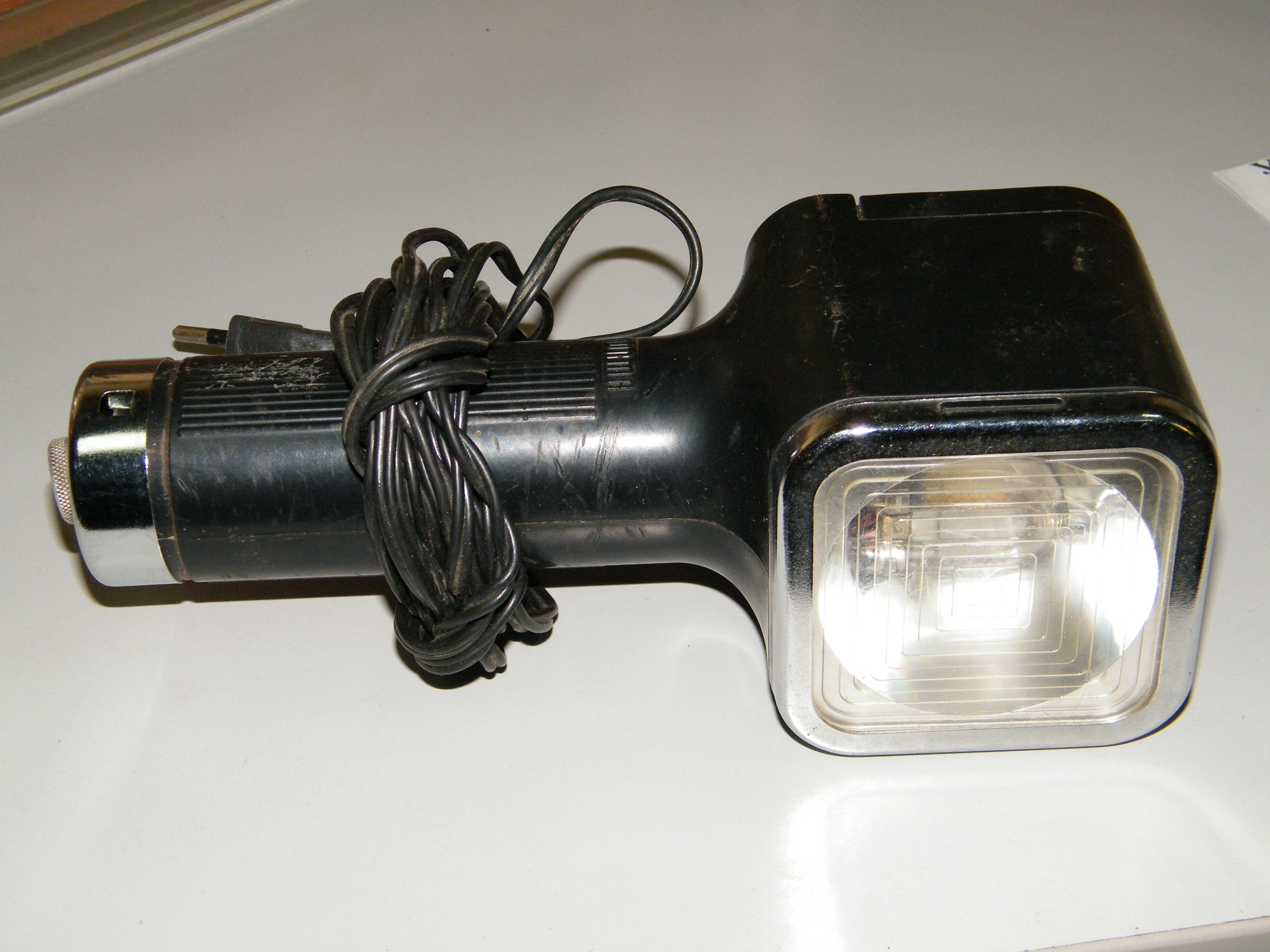
Фотоимпульсная лампа ФИЛ-107, произведена в ЭССР

Производились минеральные удобрения, серная кислота, бензол, формалин, антисептики, моющие средства и другое (центры — Кохтла-Ярве, Маарду, Кивиыли). Объём производства фосфорных удобрений из местных фосфоритов и привозного сырья в 1980 году составил 123,3 тыс. тонн, в 1990 году — 100,3 тыс. тонн (в пересчёте на 100 % содержания действующего вещества).
|                                                                           | 1945 | 1950 | 1960  | 1965  | 1970   | 1975   | 1980    | 1988  | 1990  |
| ------------------------------------------------------------------------- | ---- | ---- | ----- | ----- | ------ | ------ | ------- | ----- | ----- |
| Минеральные удобрения (в условных единицах), тыс. т                       | 2,5  | 77,9 | 464,6 | 803,7 | 1325,5 | 1564,9 | 1365, 8 | ..    | ..    |
| Минеральные удобрения (в пересчёте на 100 % питательных веществ)*, тыс. т | ..   | ..   | ..    | ..    | 245,7  | 256,4  | 267,9   | 245,0 | 215,5 |
| Серная кислота (в моногидрате), тыс. т                                    | -    | -    | 131,7 | 152,4 | 173,0  | 193,8  | 506,2   | 654,2 | ..    |
| Сера, т                                                                   | -    | -    | 3302  | 4060  | 5169   | 5009   | 4395    | 2587  | 1300  |
| Лаки и эмали на эфирах целлюлозы и растворители к ним, т                  | 13   | 215  | 548   | 1711  | 1974   | 3682   | 3744    | 3831  | ..    |
| Синтетические моющие средства, тыс. т                                     | ..   | ..   | ..    | ..    | 2,6    | ..     | 26,5    | 39,7  | 39,5  |

* Начиная с 1980 года данные не включают фосфоритную муку, используемую для нужд промышленности
Производство строительных материалов (ПО «Силикат», цементный завод «Пунане Кунда», Нарвский комбинат строительных материалов и др.), деревообрабатывающая и мебельная промышленность (комбинат «Вийснурк», Таллинский фанерно-мебельный комбинат,  Таллинское научно-производственное мебельное объединение «Стандард» и др.), целлюлозы и бумаги (Таллинский целлюлозно-бумажный комбинат).
Главная отрасль текстильной промышленности — хлопчатобумажная (комбинаты в Таллине и Нарве). «Кренгольмская мануфактура» и «Балтийская мануфактура» — одни из крупнейших ткацких предприятий в СССР.
|                                          | 1945 | 1950   | 1960    | 1970    | 1977    | 1980    | 1990    |
| ---------------------------------------- | ---- | ------ | ------- | ------- | ------- | ------- | ------- |
| Хлопчатобумажные ткани, млн. м²          | 0,9  | ↗ 26,8 | ↗ 121,9 | ↗ 217,3 | ↘ 196,0 | ↘ 178,4 | ↘ 169,2 |
| Шерстяные ткани, млн. м²                 | 0,6  | ↗ 1,3  | ↗ 3,4   | ↗ 4,4   | ↗ 5,3   | ↗ 7,1   | → 7,1   |
| Льняные ткани, млн. м²                   | 0,9  | ↗ 3,3  | ↗ 8,4   | ↘ 8,3   | ↘ 6,1   | ↗ 8,0   | ↗ 10,5  |
| Шёлковые ткани, млн. м²                  | 0,1  | ↗ 1,0  | ↗ 3,1   | ↗ 3,6   | ↗ 5,9   | ↗ 6,9   | ↘ 6,5   |
| Пальто, полупальто и плащи, тыс. шт      | ..   | ..     | 788     | ↗ 837   | ↘ 478   | ↘ 400   | ↗ 454   |
| Костюмы, тыс. шт                         | ..   | ..     | 238     | ↗ 397   | ↘ 270   | ↗ 308   | ↘ 302   |
| Платья (вкл. сарафаны и халаты), тыс. шт | ..   | ..     | 348     | ↗ 1270  | ↗ 1469  | ↗ 1891  | ↘ 1703  |
| Брюки (вкл. женские), тыс. шт            | ..   | ..     | 246     | ↗ 708   | ↗ 841   | ↗ 849   | ..      |
| Юбки (вкл. женские), тыс. шт             | ..   | ..     | 18      | ↗ 100   | ↘ 71    | ↗ 84    | ..      |
| Рубашки (мужские и мальчиковые), тыс. шт | ..   | ..     | ..      | 1725    | ↗ 1792  | ↗ 1927  | ..      |
| Трикотаж, млн. шт                        | 0,3  | ↗ 2,1  | ↗ 6,8   | ↗ 18,4  | ↘ 16,4  | ↗ 18,5  | ↗ 23,0  |
| .. бельевой трикотаж, млн. шт            | 0,2  | ↗ 1,7  | ↗ 5,6   | ↗ 13,7  | ↘ 10,9  | ↗ 13,1  | ..      |
| .. верхний трикотаж, млн. шт             | 0,1  | ↗ 0,4  | ↗ 1,2   | ↗ 4,7   | ↗ 5,5   | ↘ 5,4   | ..      |
| Кожаная обувь, млн. пар                  | ..   | 1,2    | ↗ 3,9   | ↗ 6,9   | ↘ 5,8   | → 5,8   | ↗ 7,2   |
| Чулочно-носочные изделия, млн. пар       | 0,5  | ↗ 2,2  | ↗ 8,5   | ↘ 8,3   | ↗ 13,0  | ↗ 14,1  | ↗ 18,7  |
| Ковры и ковровые изделия, млн. м²        | ..   | ..     | ..      | 0,2     | ..      | ↗ 3,3   | ↗ 6,1   |

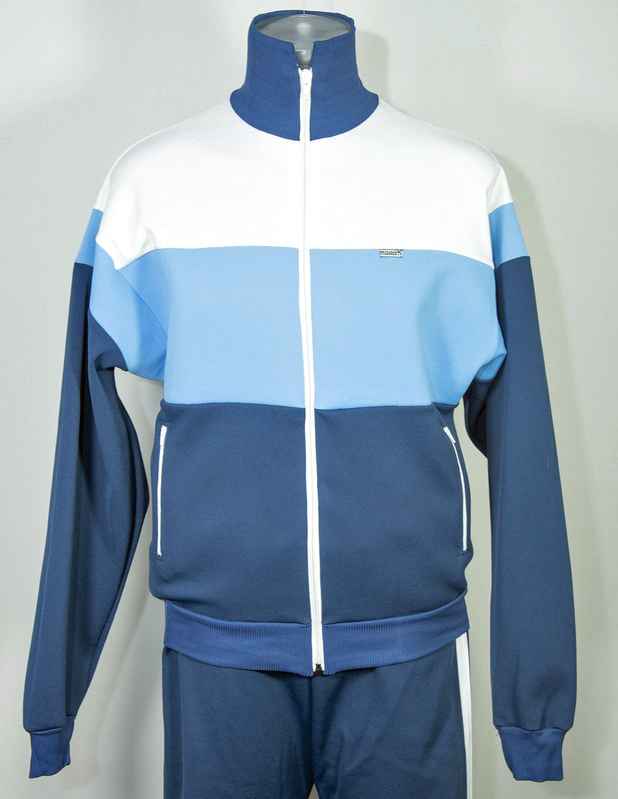
Спортивный костюм, фабрика «Марат»

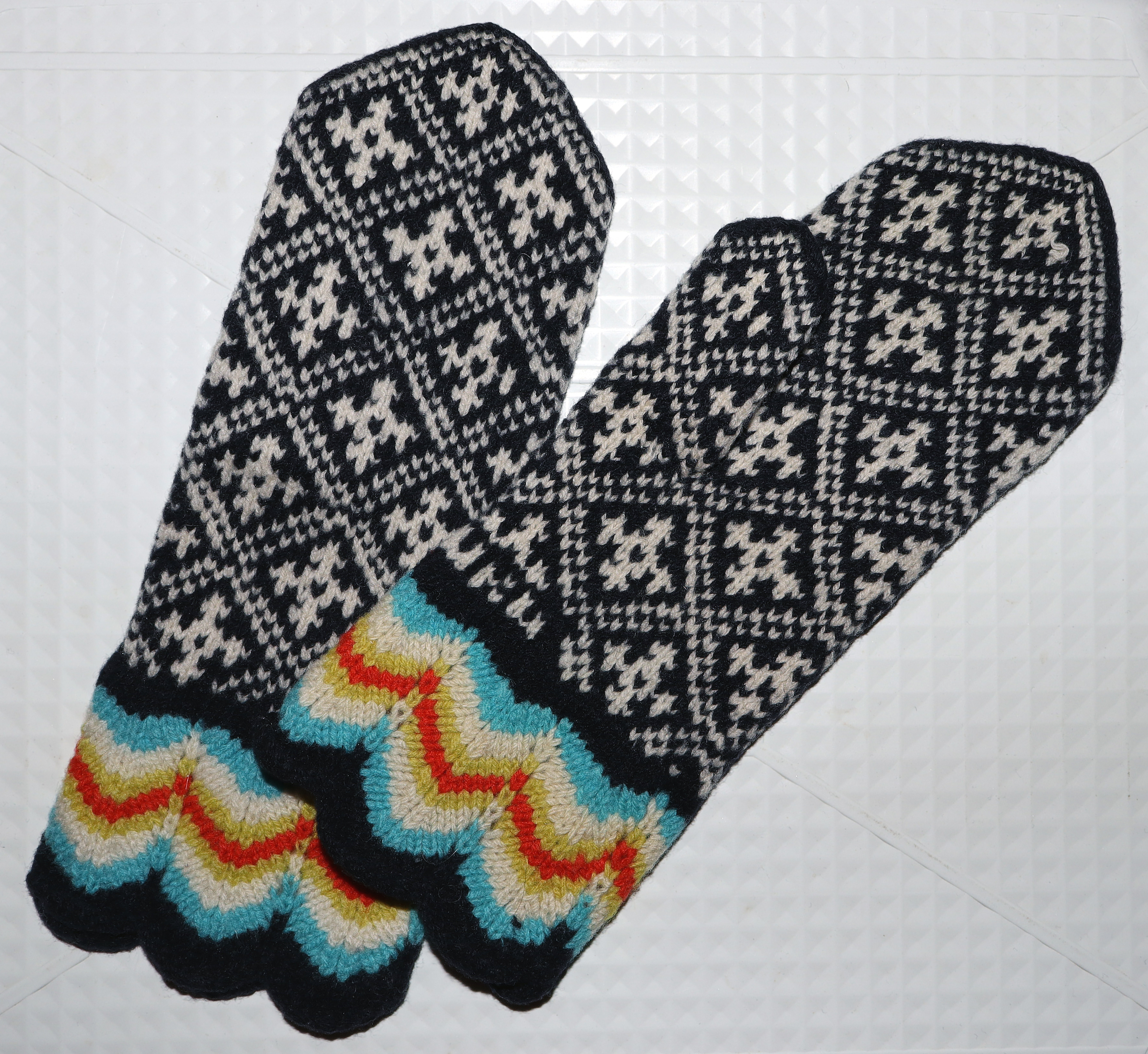
Традиционные эстонские варежки, «Уку»

Широкое распространение получило прикладное искусство: изделия из кожи, металла, текстиля и вязаные изделия (Объединение мастеров народных художественных промыслов «Уку», Таллинский комбинат «АРС», Предприятие народных промыслов «Коду» и др.).
Главные отрасли пищевой промышленности: мясо-молочная и рыбная (Таллин, Тарту, Пярну, Раквере и другие), производство хлебобулочных и кондитерских изделий (ПО «Лейбур», фабрика «Калев» и др.).

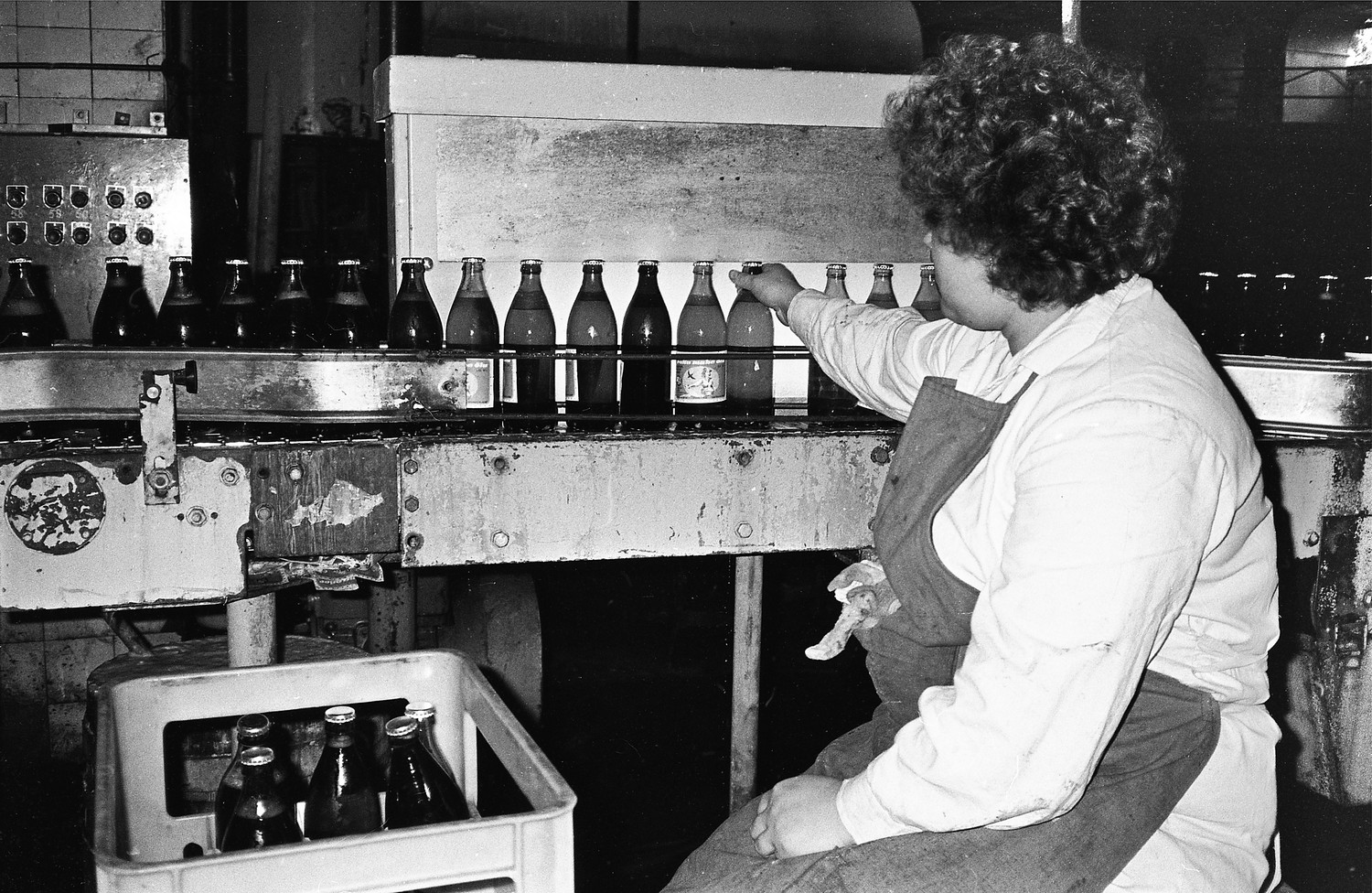
Производственный процесс на Сакуском пивзаводе, 1987 год

| Производство / год                                         | 1945 | 1950    | 1960    | 1970    | 1977    | 1980    | 1988    | 1990    |
| ---------------------------------------------------------- | ---- | ------- | ------- | ------- | ------- | ------- | ------- | ------- |
| Мясо (вкл. субпродукты I категории), тыс. тонн             | 6,1  | ↗ 8,8   | ↗ 55,1  | ↗ 98,6  | ↗ 142,2 | ↗ 150,3 | ↗ 185,5 | ↘ 159,8 |
| Колбасные изделия, тыс. тонн                               | 1,1  | ↗ 5,2   | ↗ 16,7  | ↗ 31,7  | ↗ 43,6  | ↗ 45,0  | ↗ 50,1  | ↘ 48,1  |
| Цельномолочные продукты (в пересчёте на молоко), тыс. тонн | 7,3  | ↗ 19,8  | ↗ 138,4 | ↗ 235,1 | ↗ 321,5 | ↘ 305,7 | ↗ 401,0 | ..      |
| Масло животное, тыс. тонн                                  | 3,1  | ↗ 9,5   | ↗ 17,2  | ↗ 21,6  | ↗ 30,4  | → 30,4  | ↗ 32,5  | ↘ 29,4  |
| Маргарин, тыс. тонн                                        | 0,9  | ↗ 3,1   | ↗ 4,8   | ↗ 5,8   | ↗ 6,5   | ↗ 6,9   | ↗ 7,2   | ↘ 6,6   |
| Сыр жирный, тыс. тонн                                      | 0,4  | ↗ 0,9   | ↗ 3,2   | ↗ 8,9   | ↗ 13,3  | ↘ 12,1  | ↗ 17,4  | ↘ 16,3  |
| Консервы, млн. условных банок                              | 2,5  | ↗9,5    | ↗ 61,9  | ↗ 151,3 | ↗ 287,4 | ↗ 316,8 | ↗ 354,9 | ..      |
| ..в т. ч. рыбные консервы                                  | ..   | 3,9     | ↗ 41,6  | ↗ 103,7 | ↗ 213,4 | ↗ 233,9 | ↗ 254,2 | ..      |
| Мука, тыс. тонн                                            | 76,1 | ↗ 223,7 | ↘ 216,1 | ↘ 131,9 | ↗ 169,5 | ↗ 177,9 | ..      | ↘ 158,5 |
| Крупа, тыс. тонн                                           | 8,5  | ↗ 11,5  | ↘ 10,1  | ↗ 15,8  | ↗ 20,4  | ↗ 22,2  | ..      | ↘ 21,6  |
| Хлебобулочные изделия, тыс. тонн                           | 58,7 | ↗ 100,4 | ↗ 161,9 | ..      | ..      | ↗ 189,2 | ..      | ↘ 151,0 |
| Кондитерские изделия*, тыс. тонн                           | 2,0  | ↗ 9,8   | ↗ 18,4  | ↗ 35,4  | ↗ 44,3  | ↗ 46,5  | ↗ 52,5  | ↘ 51,4  |
| Макаронные изделия, тыс. тонн                              | 0,9  | ↗ 2,1   | ↗ 7,3   | ↘ 4,5   | ↗ 5,8   | ↗ 6,0   | ↗ 6,5   | ↘ 5,9   |

* Без продукции предприятий общественного питания.

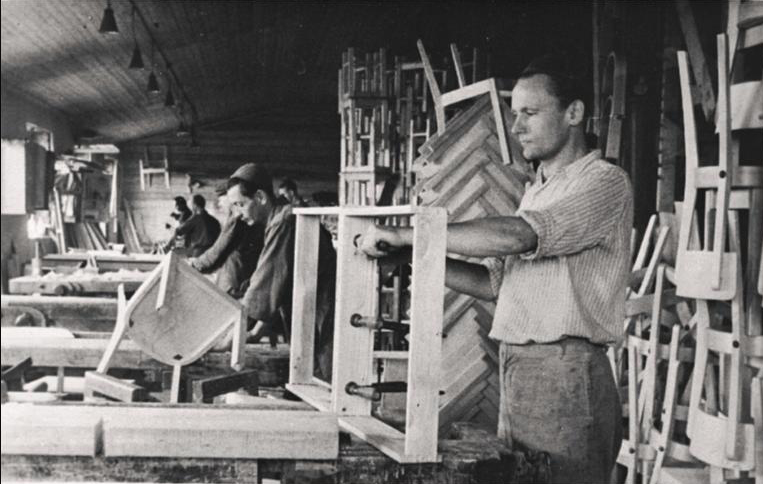
Столярная мастерская мебельной артели «Ээсти Мёэбель» («Eesti Mööbel»), 1948 год

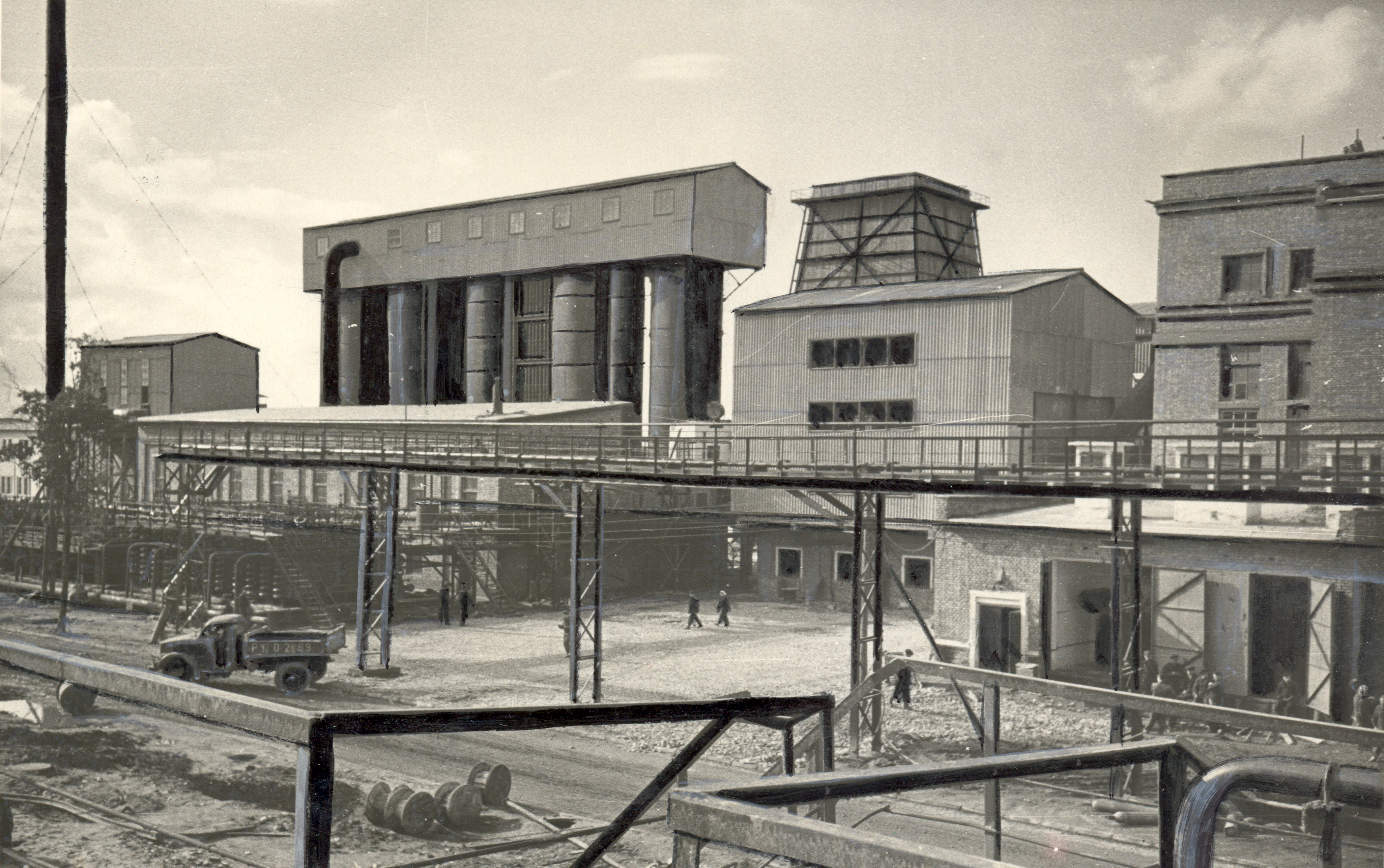
Новый цех цементного завода «Пунане Кунда», 1955 год

| Производство / год                            | 1945 | 1950   | 1960   | 1970   | 1977   | 1980   | 1988   | 1990   |
| --------------------------------------------- | ---- | ------ | ------ | ------ | ------ | ------ | ------ | ------ |
| Водка и ликёро-водочные изделия, тыс. дал.    | ..   | ..     | ..     | 1954   | ..     | ↗ 2228 | ↘ 1375 | ↗ 1470 |
| Вино виноградное и плодово-ягодное, тыс. дал. | ..   | ..     | 383    | ↗ 1605 | ↗ 3156 | ↗ 3572 | ↘ 284  | ↗ 370  |
| Пиво, тыс. дал.                               | 668  | ↗ 1900 | ↗ 3031 | ↗ 5154 | ↗ 8331 | ↗ 8892 | ↘ 8829 | ↘ 7690 |
| Папиросы и сигареты, млн. шт.                 | 612  | ↗ 3000 | ↗ 3103 | ↗ 3621 | ↗ 4470 | ↘ 4456 | ↗ 4735 | ..     |

| Производство / год                 | 1945  | 1950    | 1960    | 1970    | 1977    | 1980    | 1990     |
| ---------------------------------- | ----- | ------- | ------- | ------- | ------- | ------- | -------- |
| Пиломатериалы, тыс. м3             | 248,0 | ↗ 578,0 | ↗ 891,0 | ↗ 798,0 | ↘ 733,0 | ↘ 637,0 | ↘ 500,0  |
| Клееная фанера, тыс. м3            | 3,5   | ↗ 11,3  | ↗ 23,1  | ↗ 32,6  | ↗ 34,1  | ↘ 30,3  | ↘ 23,0   |
| Целлюлоза, тыс. тонн               | 9,2   | ↗ 45,5  | ↗ 95,1  | ↗ 118,1 | ↗ 119,0 | ↘ 86,5  | ↘ 68,4   |
| Бумага, тыс. тонн                  | 8,1   | ↗ 37,7  | ↗ 86,8  | ↗ 103,6 | ↗ 105,6 | ↘ 93,1  | ↘ 77,3   |
| Древесностружечные плиты, тыс. м3  | -     | -       | ↗ 0,4   | ↗ 22,8  | ↗ 101,5 | ↘ 100,2 | ↗ 135,5  |
| Древесноволокнистые плиты, млн. м2 | -     | -       | -       | 3,2     | ↗ 3,6   | ↗ 3,8   | ↗ 19,5   |
| Лыжи, тыс. пар                     | 5,4   | ↗ 65,1  | ↗ 424,3 | ↗ 539,0 | ↗ 738,0 | ↗ 885,0 | ↗ 1020,0 |

| Производство / год                                   | 1945 | 1950   | 1960    | 1970    | 1977     | 1980     | 1990    |
| ---------------------------------------------------- | ---- | ------ | ------- | ------- | -------- | -------- | ------- |
| Цемент, тыс. тонн                                    | 45,6 | ↗ 90,6 | ↗ 101,0 | ↗ 964,2 | ↗ 1196,0 | ↗ 1213,0 | ↘ 938,0 |
| Известь, тыс. тонн                                   | 14,2 | ↗ 71,1 | ↗ 190,3 | ↗ 196,0 | ↗ 220,0  | ↘ 210,0  | ↘ 185,0 |
| Кирпич, млн. штук                                    | 23,2 | ↗109,3 | ↗ 309,6 | ↗ 337,3 | ↘ 290,4  | ↘ 267,0  | ↘ 203,0 |
| Сборные железобетонные конструкции и детали, тыс. м3 | –    | –      | 191,6   | ↗ 699,0 | ↗ 941,7  | ↘ 936,8  | ↘ 886,6 |
| Стекло оконное, тыс. м2                              | –    | 470    | ↗ 1832  | ↗ 1932  | ↗ 2351   | ↘ 1987   | ↘ 1638  |
| Шифер, млн. штук                                     | –    | –      | –       | 61,0    | ↗ 64,3   | ↘ 57,9   | ↗ 69,2  |
| Фибролитовые плиты, тыс. м3                          | –    | 11,3   | ↗ 16,9  | ↗ 58,8  | ↗ 63,6   | ..       | ..      |

## Энергетика
В 1946 году в Кохтла-Ярве был восстановлен сланцеперерабатывающий комбинат (Кохтла-Ярвеское сланцехимическое производственное объединение имени В. И. Ленина, также производственное объединение «Сланцехим»), созданный на базе основанного в 1921 году в Кохтла-Ярве опытного завода по перегонке горючих сланцев. Строительство комбината было завершено в 1949 году. Он стал первым в мире сланцеперерабатывающим предприятием. В 1948 году сооружён газопровод Кохтла-Ярве—Ленинград, в 1953 году — газопровод Кохтла-Ярве—Таллин. Самый большой объём переработки горючих сланцев в сланцевое масло был достигнут кохтла-ярвеским заводом  в 1966 году: 3,556 миллионов тонн сланца. Перегонкой сланцев  в топливное масло также занимался Кивиылиский сланцехимический завод.
В Эстонии были построены крупнейшие в мире ГРЭС на сланцах — Прибалтийская ГРЭС и Эстонская ГРЭС, которые потребляли до 80% объёма добывавшихся на территории Эстонии горючих сланцев. Строительство Прибалтийской ГРЭС мощностью 1624 МВт было завершено в 1966 году (первый ток она дала в 1959 году), Эстонская ГРЭС достигла проектной мощности в 1610 МВт в конце 1973 года. В топливном балансе ЭССР горючие сланцы занимали первое место.
По состоянию на начало 1985 года производство обеими ГРЭС электроэнергии составляло 20 млн. кВт·ч, что полностью обеспечивало потребности Эстонской ССР в электроэнергии и позволяло передать часть энергии в энергосистему Северо-Запада СССР. При этом, себестоимость каждого выработанного киловатт-часа была на 10% ниже среднеотраслевой для советских ГРЭС и составляла всего 0,9 копейки. Использование сланцев в топливно-энергетическом комплексе республики позволило высвободить более 125 млн. тонн привозного топлива, а золошлаковые остатки в количестве 10 млн. тонн / год использовались в качестве сырья для предприятий индустрии стройматериалов[нужна атрибуция мнения].
В 1970-х годах более 90 % электроэнергии производилось на базе горючих сланцев. В 1977 году для нужд самой республики использовалось 39 % выработанной электроэнергии.
Производство электро- и теплоэнергии:
| Производство / год         | 1940 | 1950  | 1960   | 1970     | 1980     | 1990     |
| -------------------------- | ---- | ----- | ------ | -------- | -------- | -------- |
| Электроэнергия, млн. кВт·ч | 190  | ↗ 436 | ↗ 1950 | ↗ 11 575 | ↗ 18 898 | ↘ 17 181 |
| Теплоэнергия, ГВт·ч        | ..   | ..    | 2688   | ↗ 11 409 | ↗ 19 629 | ↗ 25 534 |

## Строительство
В 1976 году в ЭССР насчитывалось 136 подрядных строительных организаций, из них 82 государственные. В 1946—1977 годах из 10,8 млрд. рублей капитальных вложений, направленных на народное хозяйство, 6,7 млрд. рублей составляла стоимость строительно-монтажных работ. За этот период было построено, восстановлено и реконструировано более 500 крупных промышленных предприятий и цехов; введены в действие фермы для крупного рогатого скота более чем на 603 тыс. мест, для свиней — более чем на 1,2 млн. мест, для птиц — на 3,7 млн мест; построено жилых домов общей площадью 15,4 млн м², что в 2,8 раза превышало общий жилищный фонд городов и городских посёлков Эстонии в 1941 году. Общая площадь жилых домов в городах и посёлках в расчёте на душу населения к 1977 году достигла 15,5 м² (в 1949 году — 9,3 м²). Были введены в эксплуатацию 269 новых школ, детские ясли и сады на 60 400 мест, больницы на 5700 мест. В городах были созданы крупные жилые массивы: Мустамяэ, Лиллекюла, Вяйке-Ыйсмяэ, Ласнамяэ в  Таллине, Юлейыэ и Аннелинн в Тарту, Солдина и Пыхья в Кохтла-Ярве, Ранна в Пярну, Мяннимяэ в Вильянди. В 1977году 10,8 % общего объёма строительно-монтажных работ было выполнено предприятиями и организациями собственными силами, т. н. хозяйственным способом.
В первые годы Советской власти было положено начало механизации и специализации строительных работ, в 1950-х годах — полносборному строительству. В 1979 году в республике имелось 7 крупных заводов по производству бетонных и железобетонных конструкций и деталей. За 1960—1977 годы выпуск сборного железобетона вырос в 5 раз, стеновых блоков, панелей и плит — в 6 раз. В период интенсивного освоения полносборного строительство (1955—1960 гг.) рост производительности труда достигал 9,6 % в год.
Главными проектными организациями являлись «Эстонпроект», «Эстпромпроект», «Эстмелиопроект», «Эстколхозпроект», «Эстгипросельстрой», «Коммуналпроект» и Таллинский филиал «Центросоюзпроекта». Крупнейшие строительные предприятия по состоянию на 1 января 1979 года: республиканское объединение «Эстколхозстрой» (18 279 работников), трест «Таллинстрой» (3155 работников), Кохтла-Ярвеский строительный трест (1980 работников) и Таллинский домостроительный комбинат (1936 работников). 
|                | 1955 | 1960  | 1965  | 1970  | 1977  | 1980  | 1988   |
| -------------- | ---- | ----- | ----- | ----- | ----- | ----- | ------ |
| Экскаваторы    | 63   | ↗ 122 | ↗ 337 | ↗ 580 | ↗ 763 | ↗ 928 | ↗ 1071 |
| Бульдозеры     | 47   | ↗ 111 | ↗ 242 | ↗ 460 | ↗ 667 | ↗ 809 | ↘ 748  |
| Башенные краны | 48   | ↗ 150 | ↗ 209 | ↗ 270 | ↗ 290 | ↗ 313 | ↘ 236  |
| Автокраны      | –    | 102   | ↗ 275 | ↗ 524 | ↗ 622 | ..    | ..     |

|                                    | 1960 | 1977 |
| ---------------------------------- | ---- | ---- |
| В валовом общественном продукте    | 8,8  | 8,3  |
| В общей численности работников     | 7,4  | 9,4  |
| В основных производственных фондах | 0,9  | 2,0  |

|                                                                              | 1970 | 1980   | 1985   | 1986   | 1987   | 1988   |
| ---------------------------------------------------------------------------- | ---- | ------ | ------ | ------ | ------ | ------ |
| Число государственных проектных и изыскательских организаций (на конец года) | 8    | 9      | 9      | 8      | 8      | 10     |
| Объём выполненных ими работ (в сопоставимых ценах), млн. руб.                | 9,2  | ↗ 15,3 | ↗ 16,3 | ↗ 17,0 | ↗ 18,6 | ↗ 31,6 |

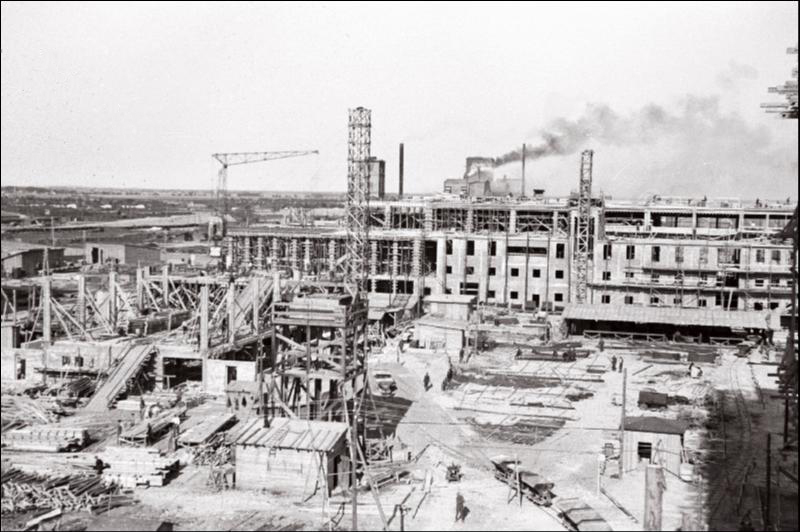
Строительство Ахтмеского комбината строительных материалов, 1945 год (было начато немецкими властями в годы Второй мировой войны)

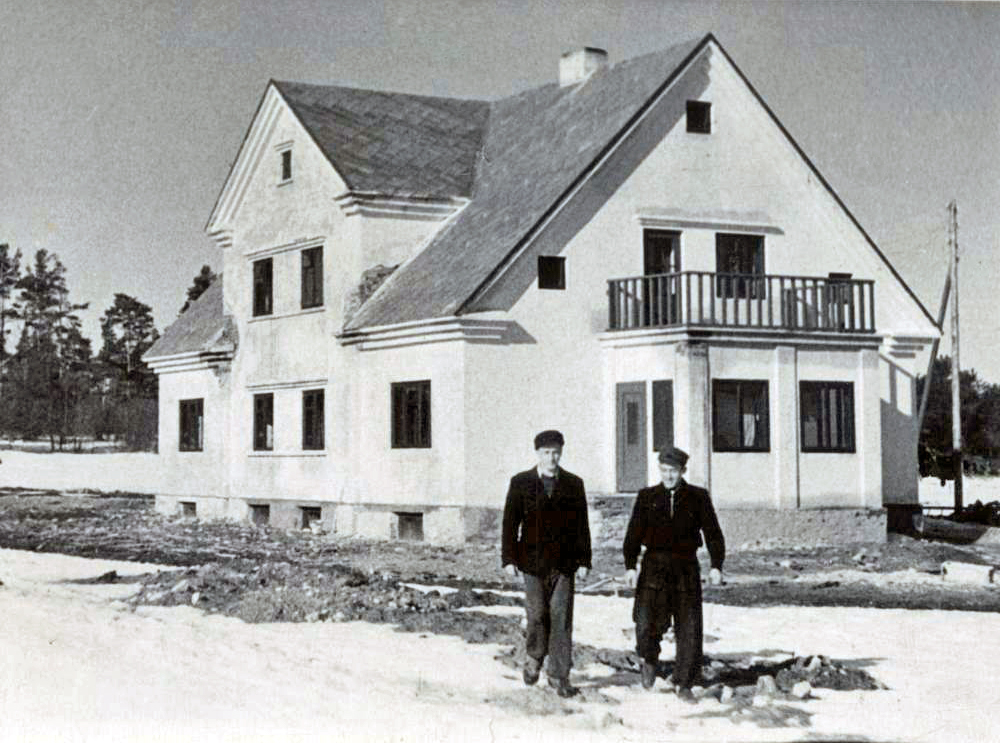
Новый жилой дом в совхозе «Ойдермаа», Пярнуский район, 1952 год

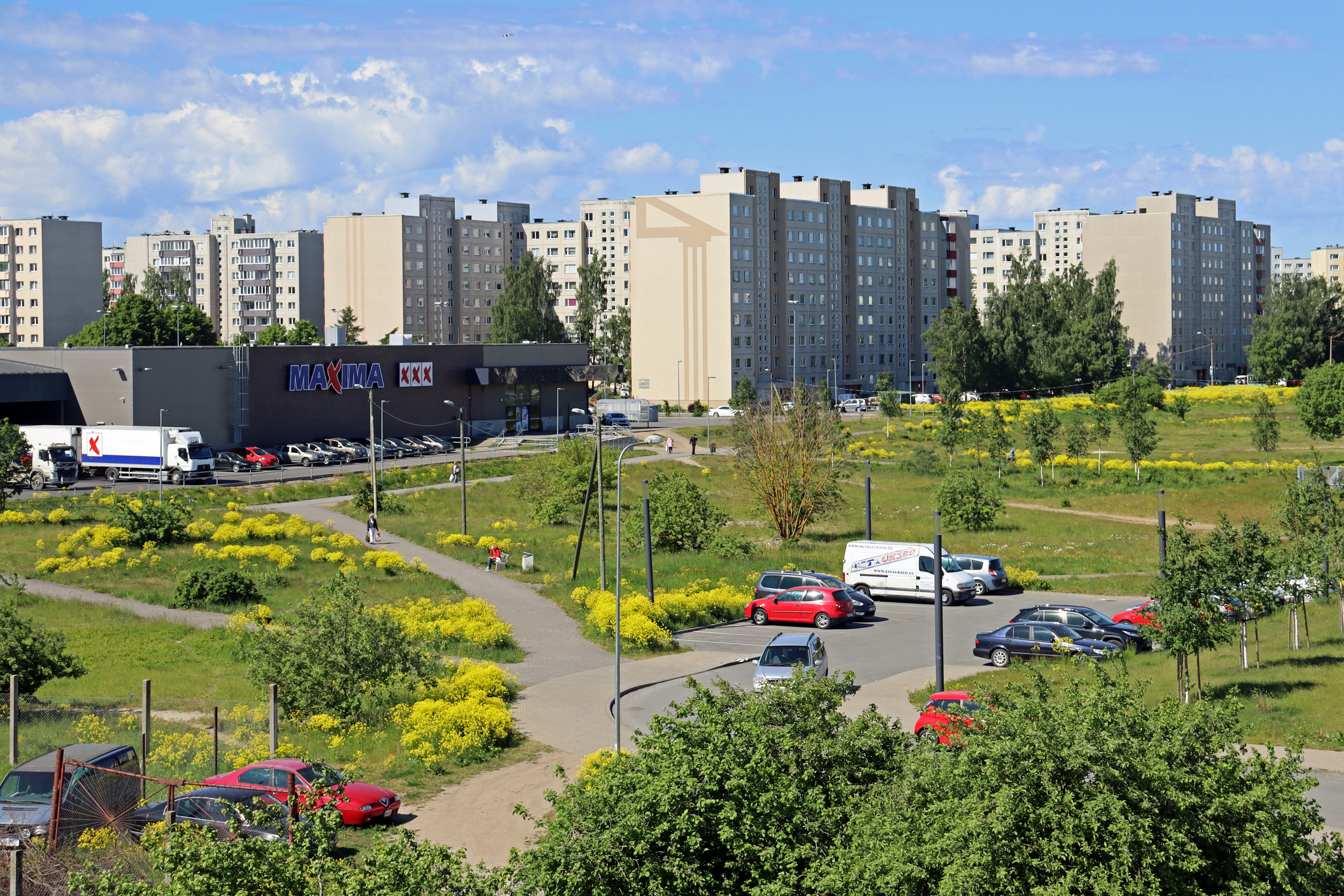
Жилые дома «горбачёвской эпохи» в Таллине

Ввод в действие жилых домов в ЭССР, тыс. м² общей (полезной) площади жилищ:
| Годы      | Всего | в том числе:                                                                           | в том числе:                                   | в том числе: |
| --------- | ----- | -------------------------------------------------------------------------------------- | ---------------------------------------------- | ------------ |
| Годы      | Всего | государственными и кооперативными предприятиями и организациями и жилищной кооперацией | населением за свой счёт и с помощью госкредита | колхозами    |
| 1946—1950 | 1181  | 956                                                                                    | 225                                            | –            |
| 1951—1955 | 1027  | 862                                                                                    | 165                                            | –            |
| 1956—1960 | 2051  | 1423                                                                                   | 628                                            | –            |
| 1961—1965 | 2845  | 2072                                                                                   | 703                                            | 70           |
| 1966—1970 | 3179  | 2483                                                                                   | 418                                            | 278          |
| 1971—1975 | 3633  | 2884                                                                                   | 396                                            | 353          |
| 1976—1980 | 3803  | 3000                                                                                   | 374                                            | 429          |
| 1981—1985 | 3902  | 3036                                                                                   | 344                                            | 522          |
| 1986      | 815   | 627                                                                                    | 83                                             | 105          |
| 1987      | 812   | 631                                                                                    | 73                                             | 108          |
| 1988      | 673   | 516                                                                                    | 71                                             | 86           |

|                        | 1980 | 1985 | 1987 |
| ---------------------- | ---- | ---- | ---- |
| Эстонская ССР , всего  | 17,9 | 20,1 | 20,8 |
| ..в городах            | 16,0 | 17,6 | 18,3 |
| ..в сельской местности | 22,3 | 26,3 | 27,1 |
| СССР, всего            | 13,4 | 14,6 | 15,2 |
| ..в городах            | 13,1 | 14,1 | 14,5 |
| ..в сельской местности | 13,9 | 15,6 | 16,6 |

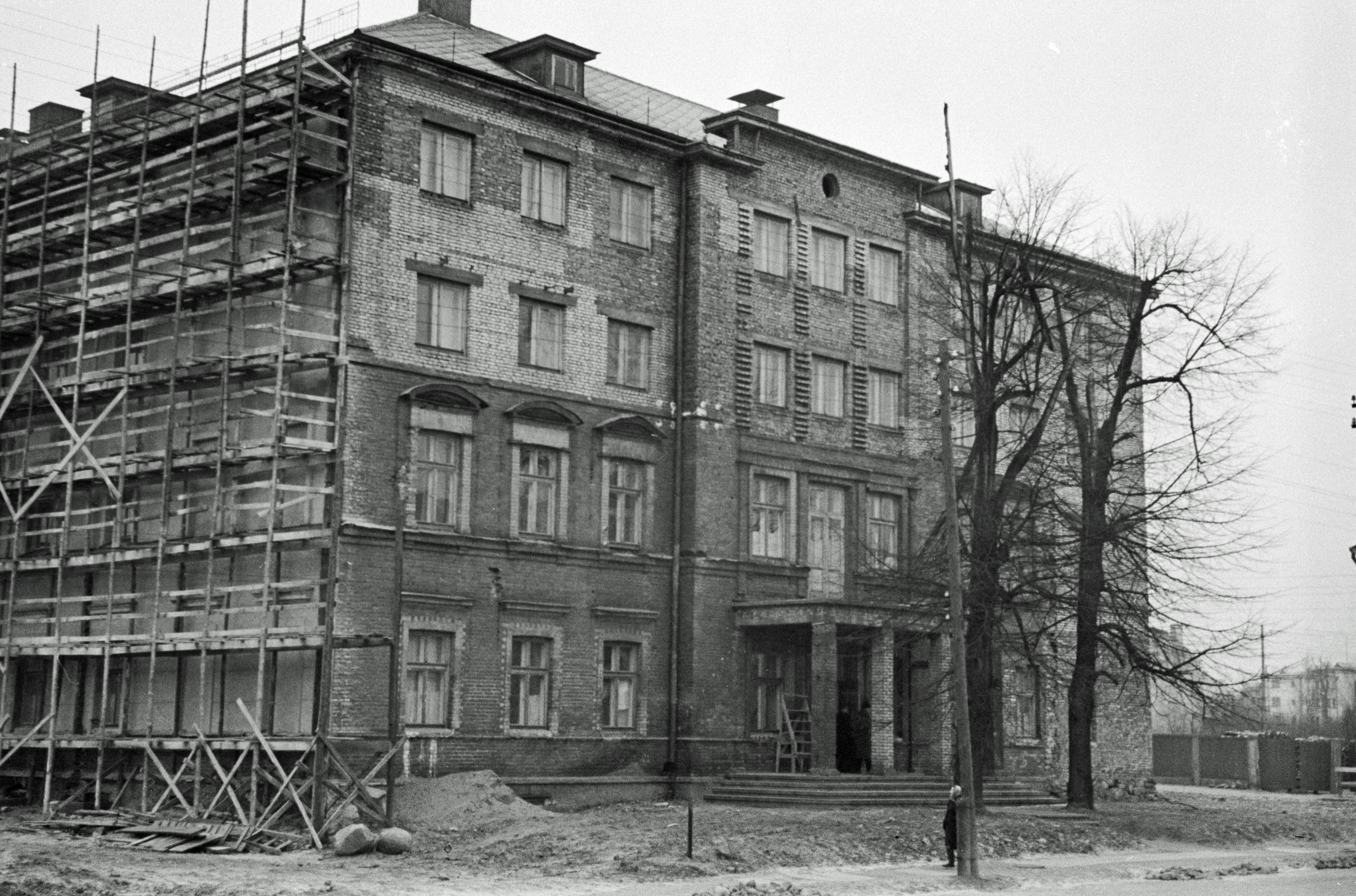
Строительство женского общежития Тартуского университета, 1953 год
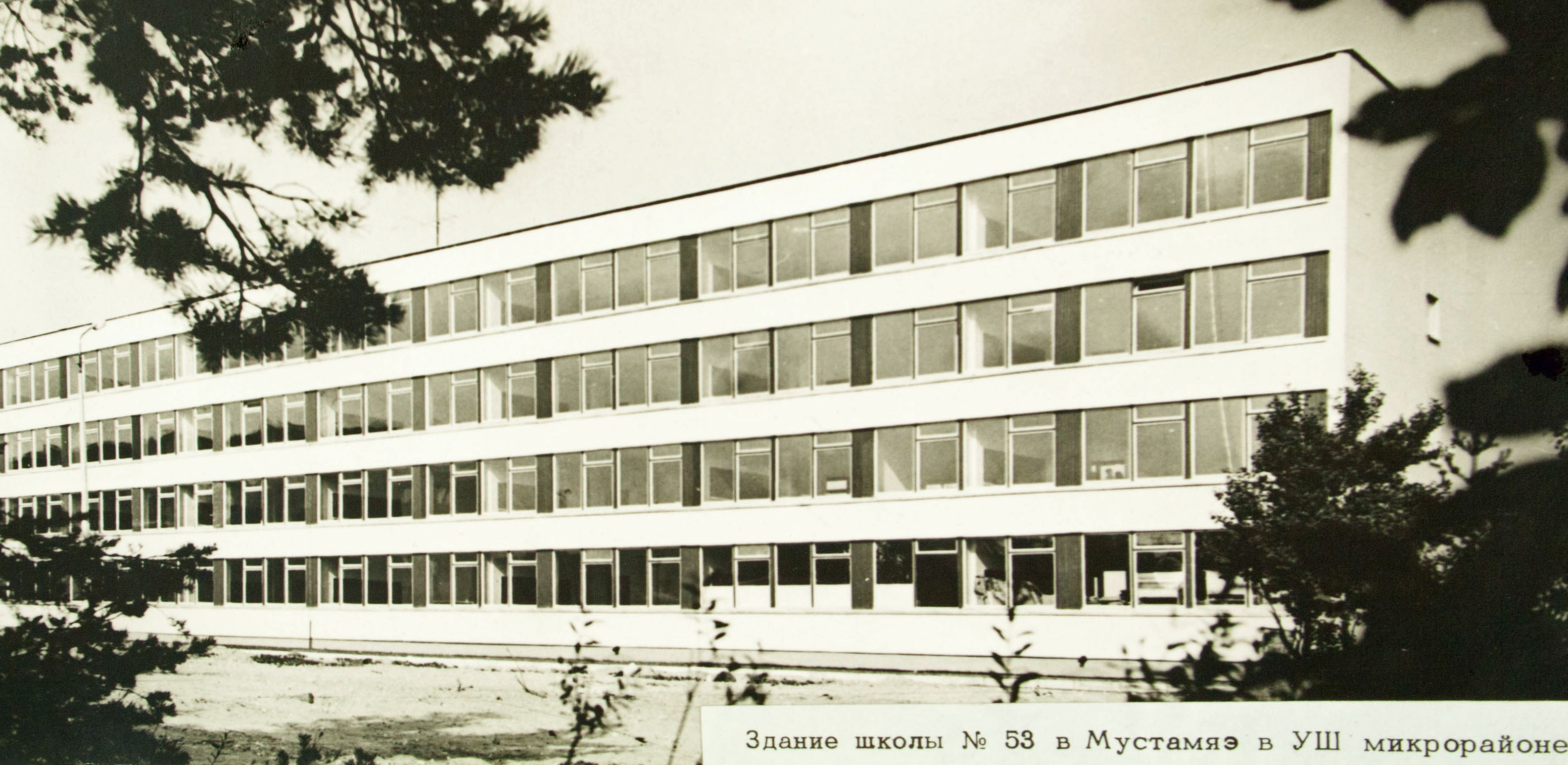
Новое здание школы в Мустамяэ, Таллин, 1970 год
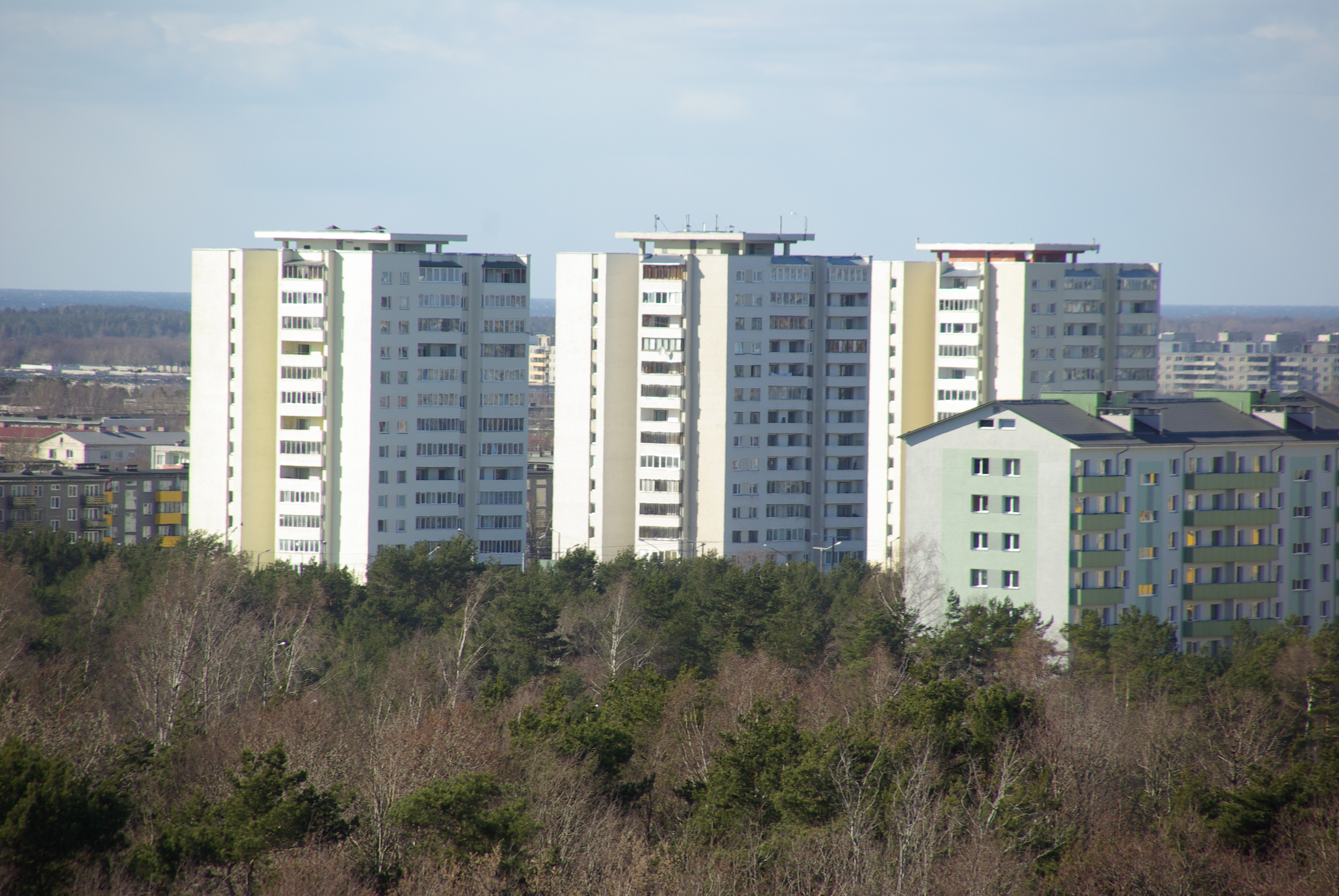
Таллин, Мустамяэ. 14-этажные жилые дома (1980–1986 гг.) и 5-этажный жилой дом (1963 г.)
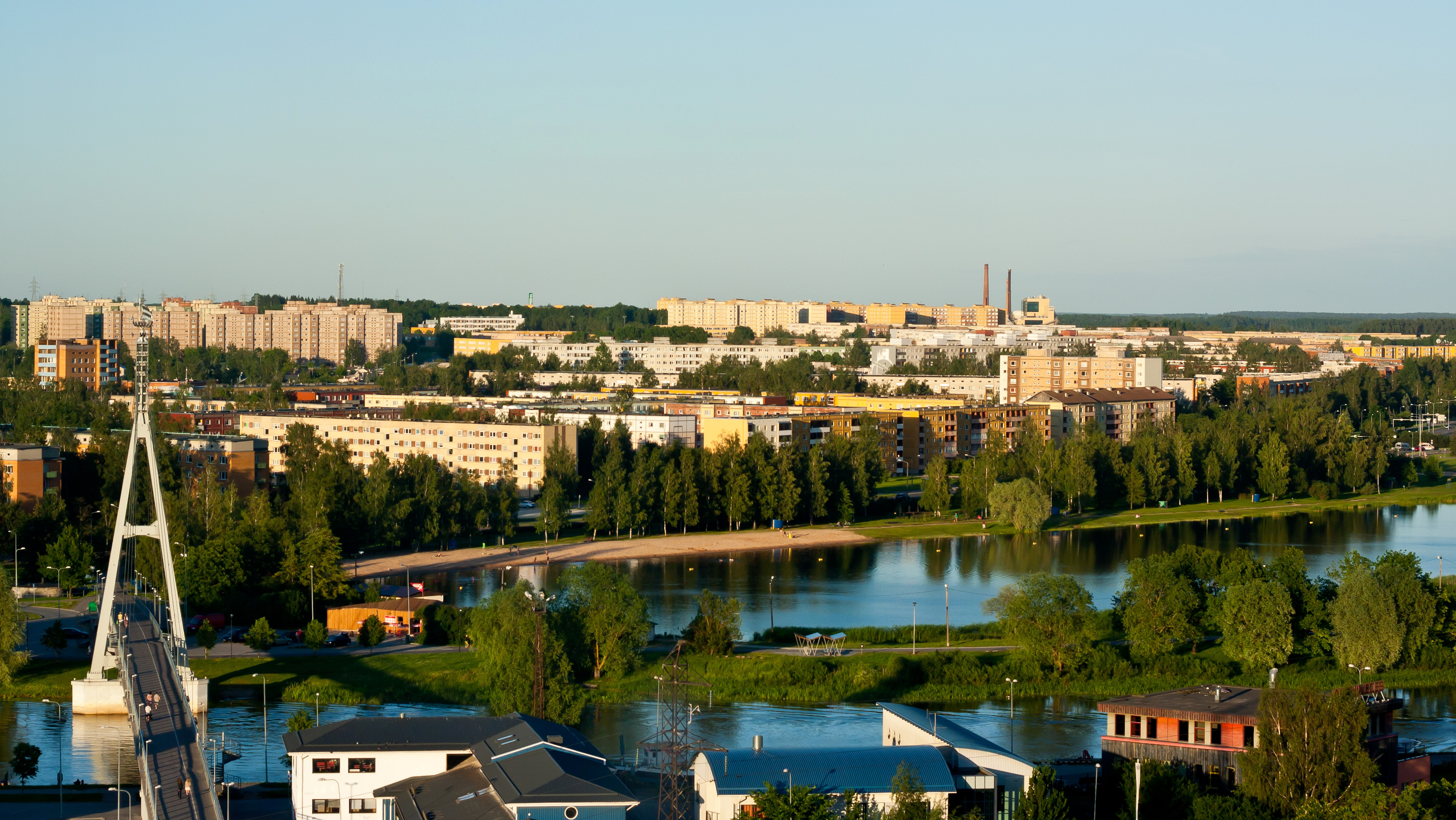
Тарту, район Аннелинн, строительство которого началось в конце 1960-х годов

## Торговля

### Розничная торговля

Универмаг в Вильянди, 1950-е годы

Снабжение государственных и кооперативных торговых организаций обеспечивали оптовые базы Министерства торговли эстонской ССР. Работой предприятий розничной торговли и общественного питания руководили торги и тресты общественного питания Министерства торговли ЭССР. В государственной торговле также участвовали торговые организации других ведомств — республиканского «Эсткниготорга», «Союзпечати», Главного аптечного управления и др..
Кооперативная торговля обслуживала в основном сельское население. В Эстонский республиканский союз потребительских обществ (ЭРСПО) в 1979 году входило 31 потребительское общество, занимавшееся, кроме торговли, также государственными заготовками сельскохозяйственных продуктов и сырья, закупками и сбытом излишков сельскохозяйственной продукции колхозов и сельского населения. Колхозная торговля охватывала продажу сельскохозяйственных продуктов преимущественно на колхозных рынках.
В 1977 году по сравнению с 1940 годом продажа товаров (в сопоставимых ценах) на душу населения возросла более чем в 7 раз, удельный вес промышленных товаров в розничном товарообороте по сравнению с 1945 годом увеличился с 36,6 % до 49,3 %. Значительно увеличилось число предприятий розничной торговли и общественного питания. В эстонской ССР на конец 1977 года  было 3890 магазинов и киосков ( в т. ч. в городах 2440) и 1917 предприятий общественного питания (число посадочных мест 125 тысяч); на 1 января 1979 года  насчитывалось 1327 столовых, 82 ресторана, 547 кафе, закусочных и буфетов, 11 магазинов полуфабрикатов и кулинарных изделий.
В 1977 году на 1000 жителей приходилось 259 телевизоров, 308 холодильников, 232  стиральные машины, 59 легковых автомобилей. В 1988 году соответственно: 369, 394, 269 и 125.

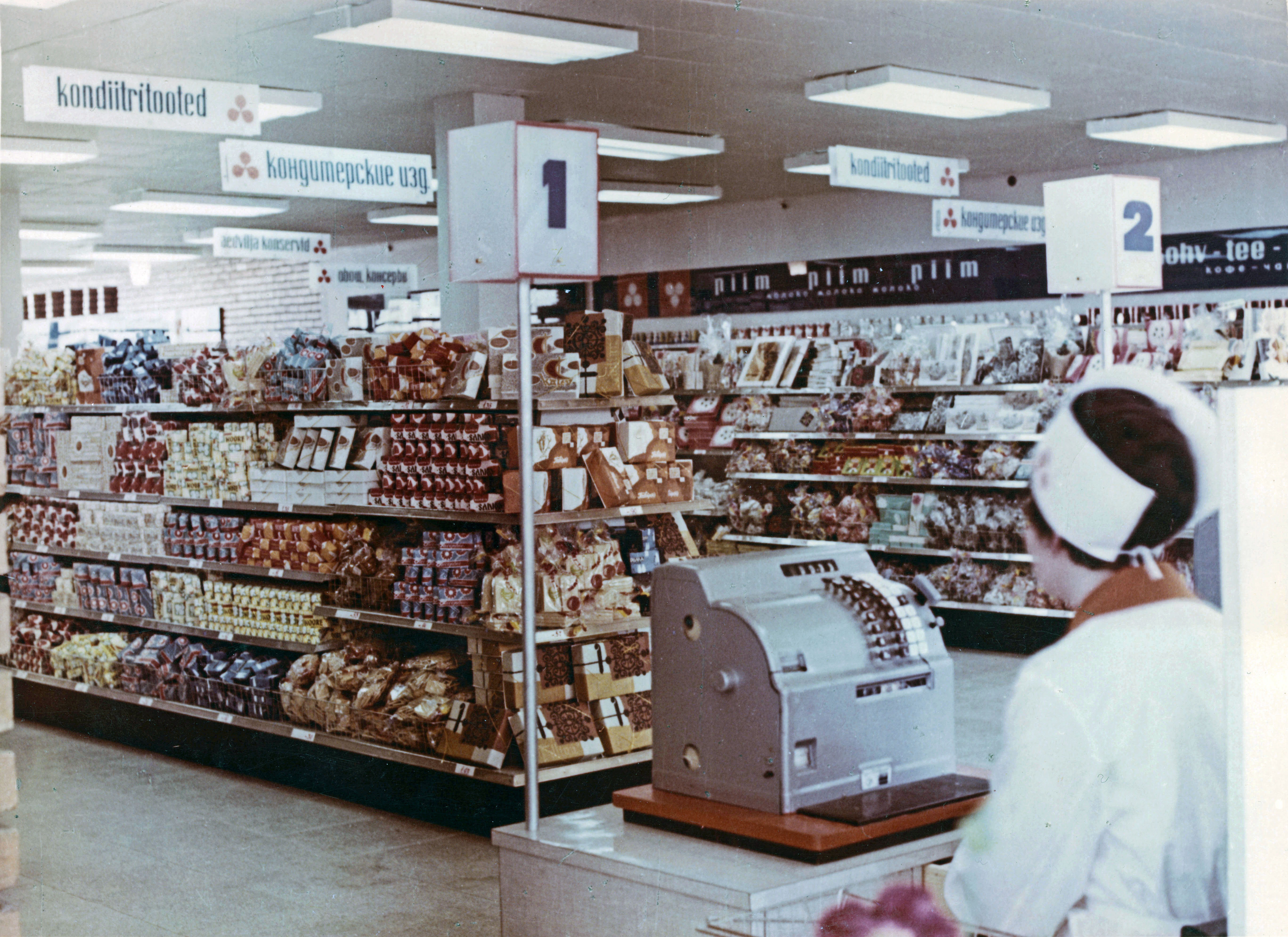
Торговый зал универсама ABC-5 в Таллине, 1970 год

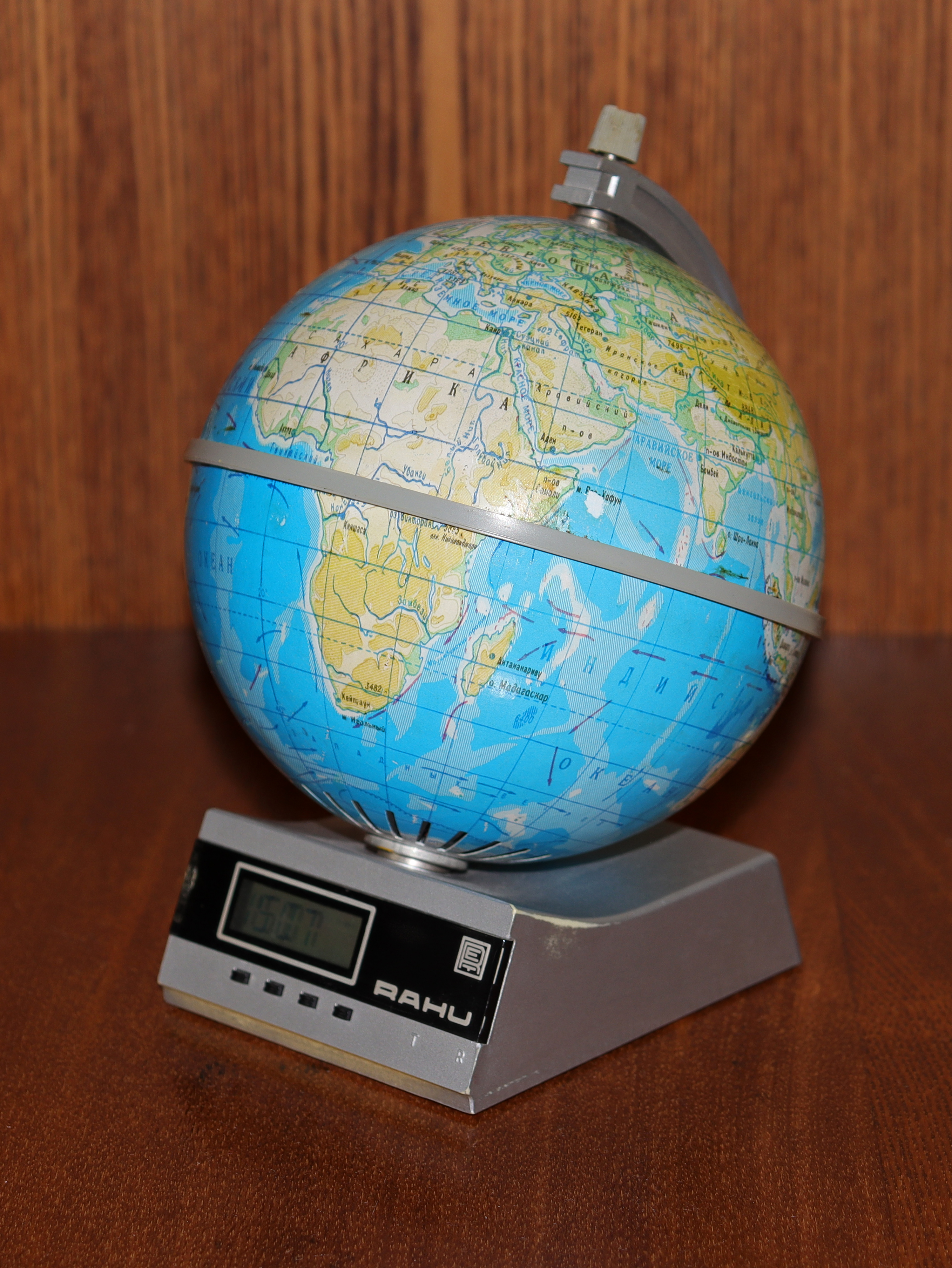
Часы-глобус «RAHU» («Мир»). Завод «Пунане РЭТ», 1980-е годы

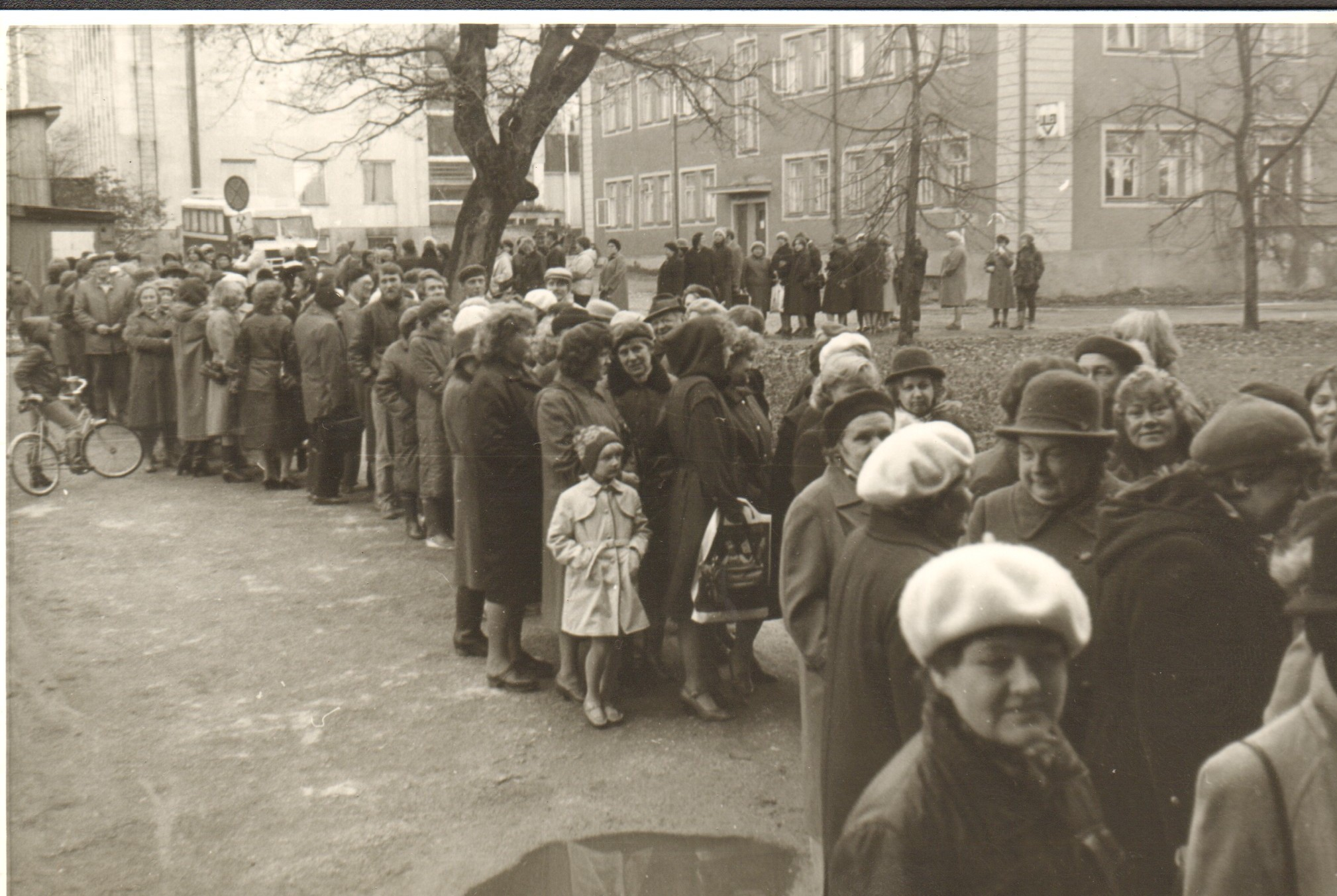
Пайде, 1987 год. Очередь в книжный магазин

|                                 | 1950 | 1960 | 1977 |
| ------------------------------- | ---- | ---- | ---- |
| Мясо и мясопродукты             | 8,8  | 17,3 | 18,0 |
| Молоко и молочные продукты      | 6,1  | 12,5 | 10,6 |
| Рыба и рыбопродукты             | 4,1  | 2,9  | 3,3  |
| Яйца                            | 0,6  | 1,1  | 2,2  |
| Овощи                           | 0,8  | 1,8  | 2,4  |
| Фрукты и ягоды                  | 1,3  | 2,2  | 3,2  |
| Сахар                           | 5,7  | 6,5  | 3,0  |
| Мука, макаронные изделия, крупа | 5,1  | 2,1  | 2,6  |
| Хлебобулочные изделия           | 14,9 | 11,4 | 6,1  |
| Картофель                       | 0,8  | 0,8  | 1,0  |

|                                       | 1950 | 1975 |
| ------------------------------------- | ---- | ---- |
| Швейные и трикотажные изделия         | 14,6 | 28,7 |
| Ткани                                 | 21,3 | 6,1  |
| Мебель                                | 1,5  | 6,6  |
| Музыкальные инструменты и радиотовары | 1,2  | 4,5  |
| Электротовары                         | 0,4  | 3,1  |
| Прочие                                | 61,0 | 51,0 |
| Всего                                 | 100  | 100  |

|                         | 1970 | 1980 | 1988 |
| ----------------------- | ---- | ---- | ---- |
| Часы                    | 461  | 649  | 731  |
| Радиоприёмники          | 99   | 132  | 158  |
| Телевизоры              | 54   | 78   | 99   |
| Фотоаппараты            | 38   | 48   | 53   |
| Велосипеды и мопеды     | 58   | 60   | 77   |
| Мотоциклы и мотороллеры | 10   | 10   | 12   |
| Легковые автомобили     | 5    | 25   | 40   |
| Пылесосы                | 34   | 46   | 62   |
| Швейные машины          | 46   | 59   | 60   |
| Холодильники            | 33   | 98   | 106  |
| Стиральные машины       | 48   | 63   | 71   |

### Экономические связи с союзными республиками
По данным за 1977 год, 82 % воза и 93 % вывоза составлял товарообмен с другими союзными республиками. Соотношение ввоза и вывоза составляло 52 : 48. В общем объёме ввоза 40–45 % приходилось на разные виды сырья и топлива (чёрные и цветные металлы, горнохимическое сырьё, нефтепродукты, каменный уголь, синтетический и натуральный каучук, хлопчатобумажное волокно, сахар, соль). Из других союзных республик Эстонская ССР получала большинство машин и оборудования, автомобили и запчасти к ним, приборы и инструменты, радиоэлектронные изделия и пр. В вывозе около 28 % приходилось на продукцию лёгкой промышленности, 23 % — пищевой, более 20 % — машиностроительной, 6 % — химической, около 6 % — электроэнергетической и около 6 % — лесной, деревообрабатывающей и целлюлозно-бумажной промышленности.
Основные направления поставок эстонских товаров:
- хлопчатобумажные ткани — Центральный и Северо-Западный экономические районы СССР, Украина и союзные республики Средней Азии;
- молоко и молочные продукты, мясо и мясопродукты, рыба и рыбопродукты — РСФСР, Украина;
- электрооборудование —  все союзные республики;
- трикотажные и швейные изделия — Латвия и РСФСР;
- кондитерский изделия, шерстяные ткани, приборы, продукты основной химии — Белоруссия, Латвия и Украина;
- бумага и целлюлоза — Белоруссия и Латвия;
- сланцепродукты — РСФСР;
- цемент — Латвия и Северо-Западный экономический район СССР;
- щебень, мягкая кровля, оконное стекло — Латвия, РСФСР;
- экскаваторы — Латвия, Литва, РСФСР,  Украина.

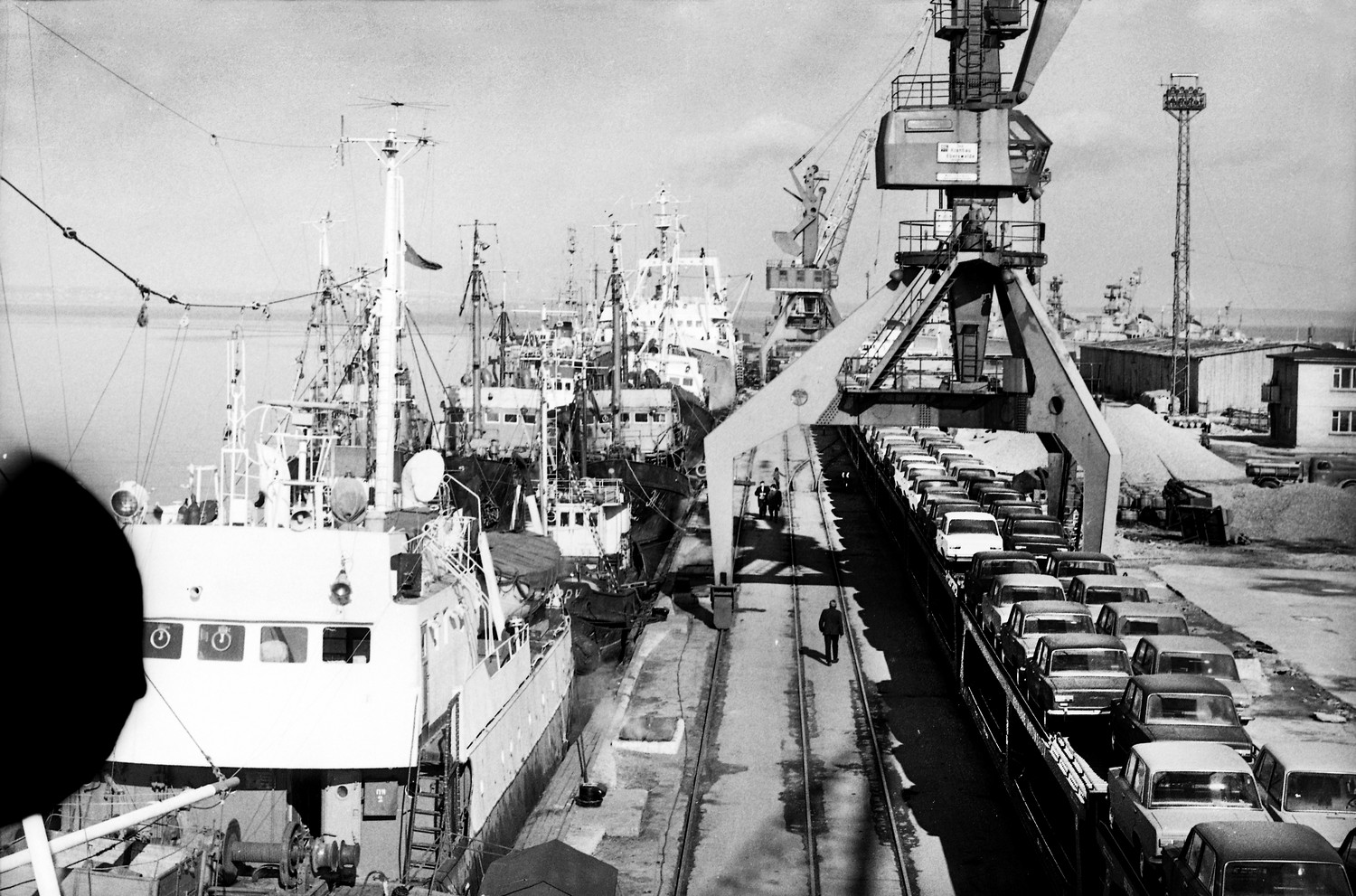
В порту Пальяссааре, 1972 год

Удельный вес союзных республик в ввозе и вывозе Эстонской ССР по данным переписи 1977 года, в %:
| Союзная республика   | Ввоз | Вывоз |
| -------------------- | ---- | ----- |
| Российская Федерация | 54,6 | 59,9  |
| Украинская ССР       | 12,8 | 10,8  |
| Латвийская ССР       | 8,0  | 7,4   |
| Белорусская ССР      | 5,6  | 4,0   |
| Литовская ССР        | 4,4  | 2,9   |
| Узбекская ССР        | 3,5  | 1,8   |
| Казахская ССР        | 3,0  | 3,2   |
| Азербайджанская ССР  | 2,4  | 1,1   |
| Молдавская ССР       | 1,8  | 1,4   |
| Грузинская ССР       | 0,8  | 1,0   |
| Армянская ССР        | 0,5  | 0,9   |
| Таджикская ССР       | 0,5  | 0,4   |
| Киргизская ССР       | 0,4  | 0,6   |
| Туркменская ССР      | 0,4  | 0,5   |

### Внешняя торговля
Товарообмен с зарубежными странами осуществлялся по единому плану развития внешней торговли СССР. Из зарубежных стран импортировались трикотажные и швейные изделия, обувь, хлопчатобумажные и шёлковые ткани, тракторы и сельскохозяйственные машины, металлорежущие станки, суда, приборы и инструменты, синтетическое сырьё, мебель, медикаменты, продовольственные товары (консервы, вина, пряности, фрукты и пр.). Около половины импортных товаров Эстонская ССР получала из социалистических стран (Венгрии, ГДР, Польши, Чехословакии), около четверти — из капиталистических стран Европы (Финляндии, Франции, Италии, Великобритании и Бельгии).
По данным 1975 года, экспортировались главным образом хлопчатобумажные ткани, рыба и рыбопродукты, молочные и мясные продукты, продукция электротехнической промышленности, экскаваторы, целлюлоза, цемент, нефтеаппаратура, мебель. Предприятия республики имели стабильные экономические отношения примерно со 100 зарубежными странами. На долю социалистических стран приходилось 60 % экспорта, на долю капиталистических стран Европы — свыше 17 %. В ряд развивающихся стран Африки и Азии поставлялись рыба, хлопчатобумажные ткани, экскаваторы, электродвигатели переменного тока, преобразователи и др.

## Транспорт
Развиты железнодорожный, морской и автомобильный транспорт. Эксплуатационная длина на конец 1986 года:
- железных дорог Министерства путей сообщения СССР — 1026 км,
- автомобильных дорог общего пользования с твёрдым покрытием — 14,8 тыс. км,
- эксплуатировавшихся судоходных внутренних водных путей — 520 км,
- воздушных линий (без перекрывающихся участков) — 2065 км.

Крупные морские порты — порт Таллин и Новоталлинский морской порт. Основное речное судоходство осуществлялось по реке Эмайыги. Доля морского транспорта в грузообороте всех видов транспорта почти непрерывно росла в течение всего существования Эстонской ССР: в 1945 году она составляла 15 %, в 1950 году — 41 %, в 1960 году — 25 %, в 1970 году — 44 %, в 1980 году — 52 %, в 1990 году — 71 %.

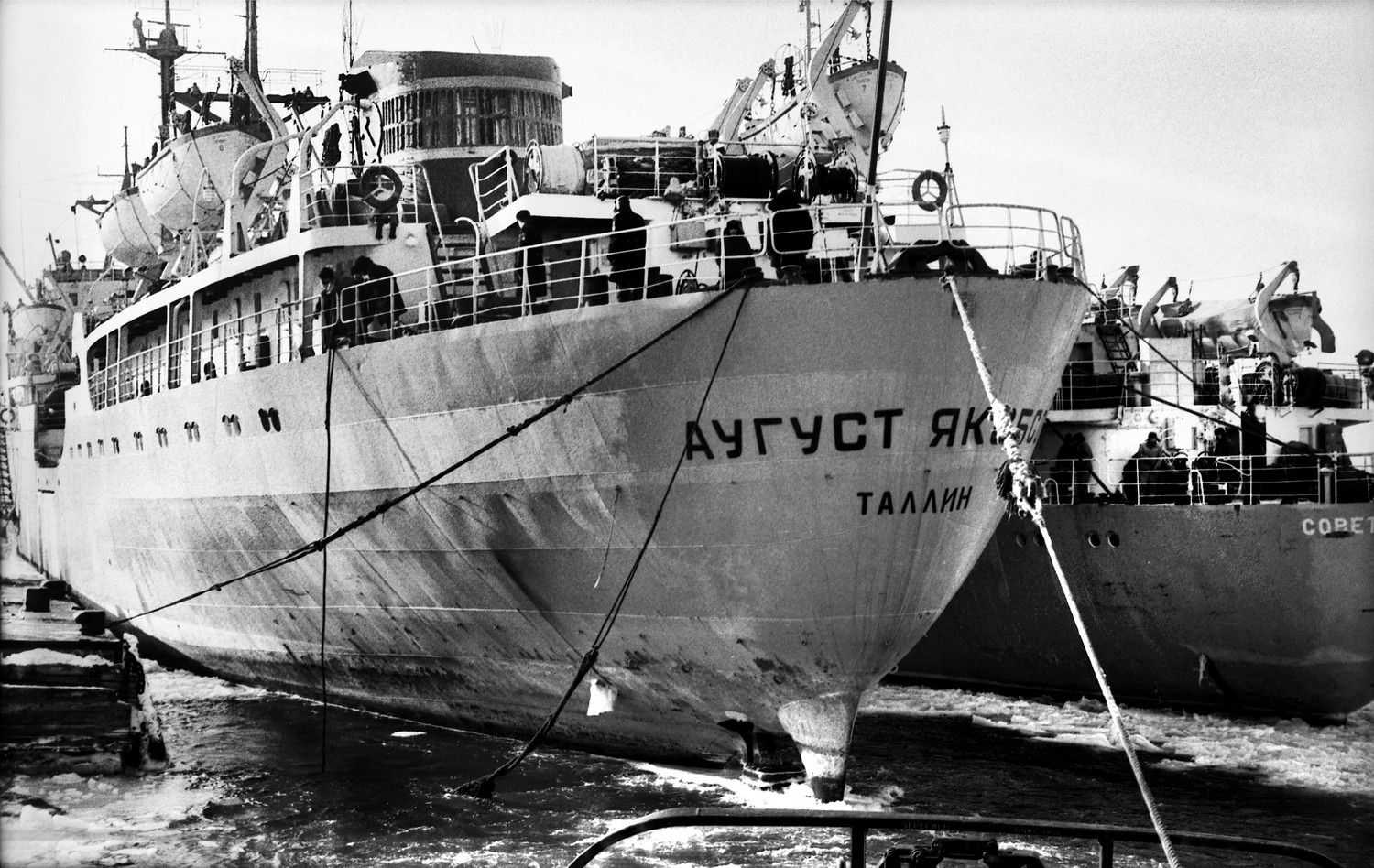
Плавбаза «Аугуст Якобсон» в Таллинском порту, 1972 год

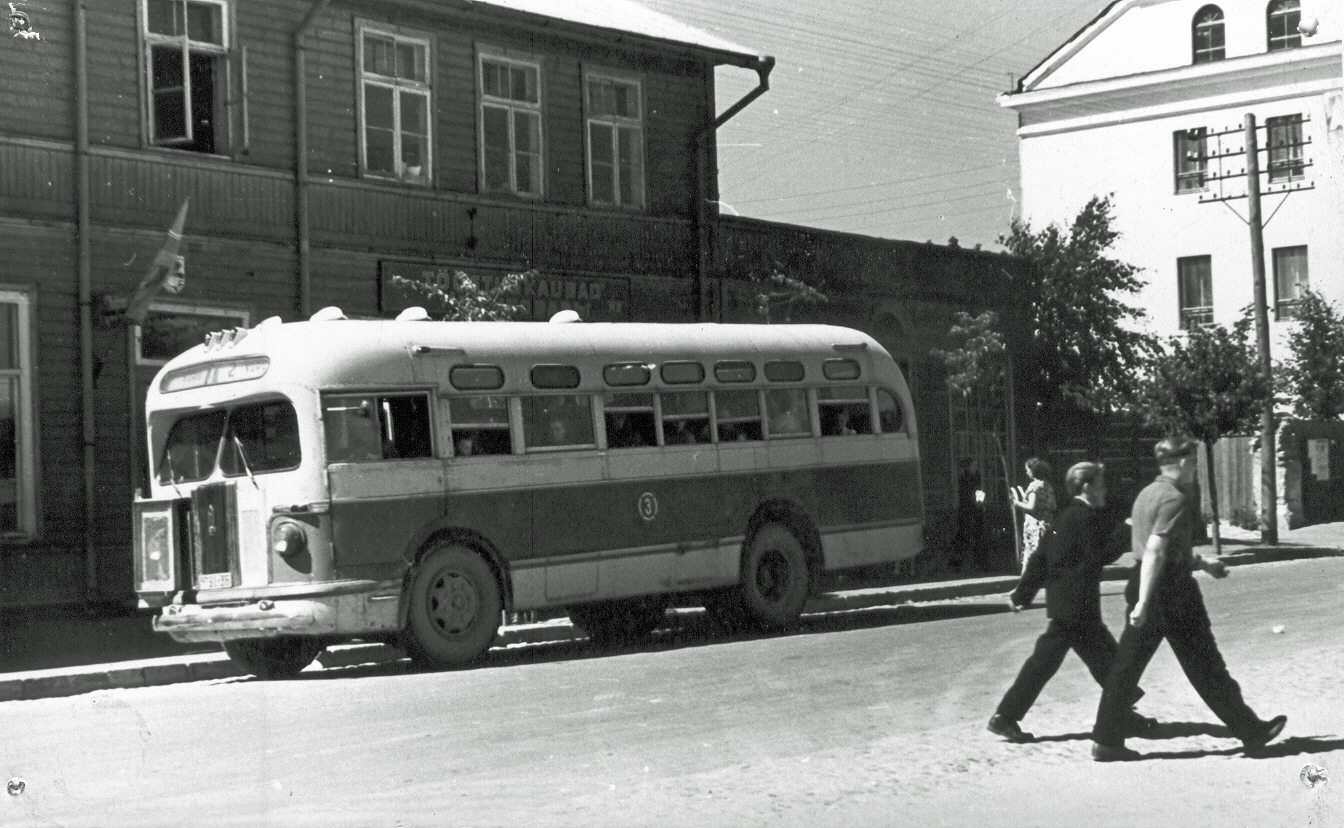
Автобус марки ЗИС-155 на городском маршруте № 3 в Выру, 1954 год

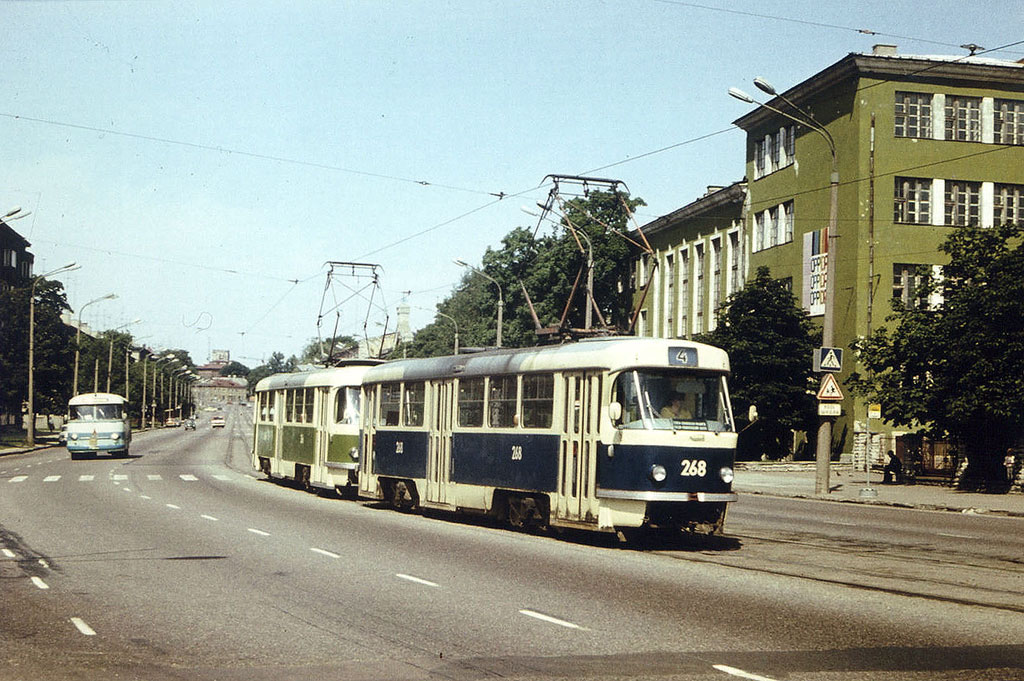
Трамвай маршрута № 4 на Пярнуском шоссе, Таллин, 1983 год

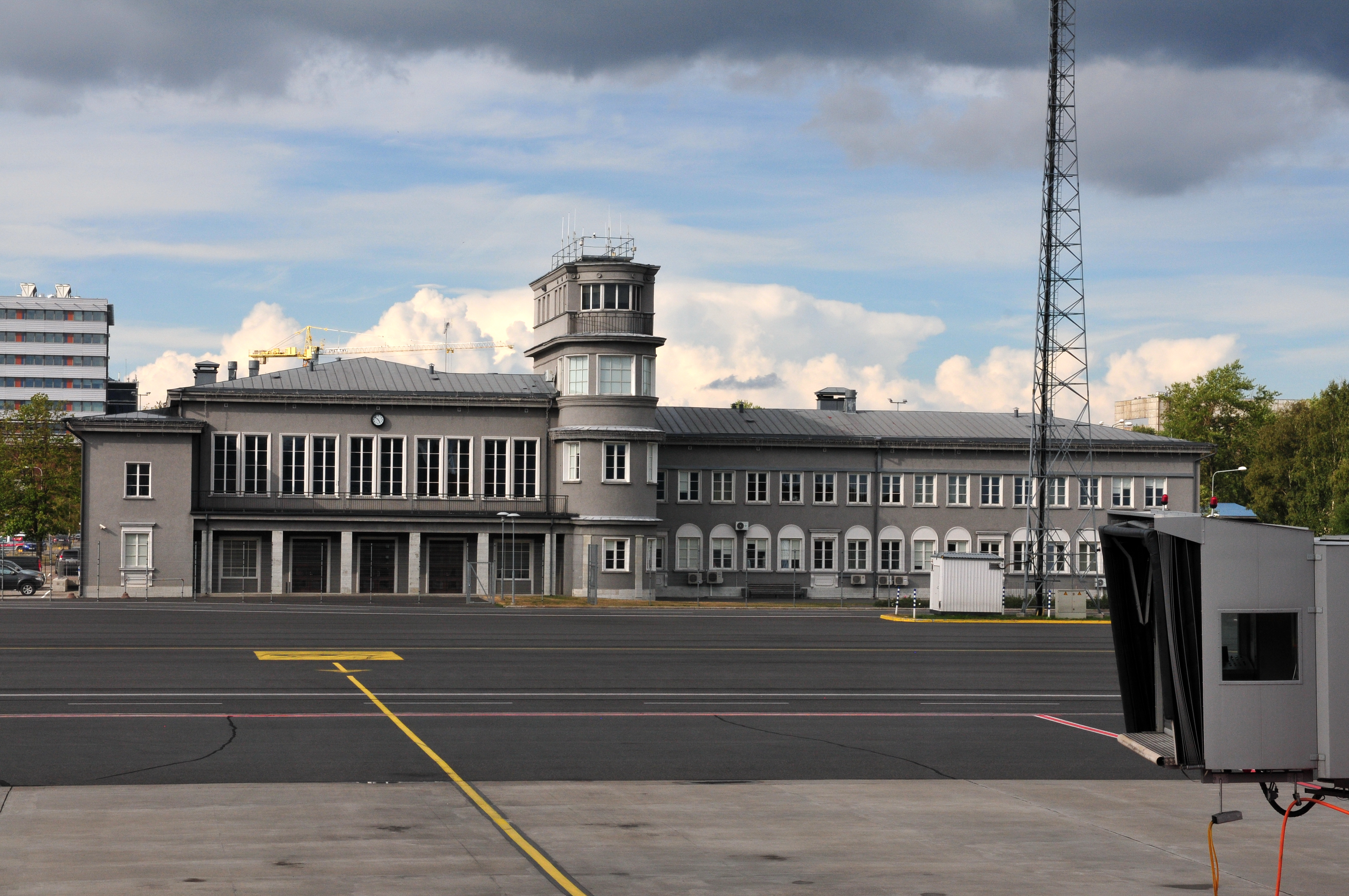
Пассажирский терминал Таллинского аэропорта (построен в 1955 году), работавший до 1980-х годов

| Вид транспорта / год | 1945 | 1950   | 1960   | 1970     | 1977     | 1980     | 1990     |
| -------------------- | ---- | ------ | ------ | -------- | -------- | -------- | -------- |
| Все виды транспорта  | 608  | ↗ 2188 | ↗ 4757 | ↗ 13 204 | ↗ 19 775 | ↘ 18 847 | ↗ 31 464 |
| .. железнодорожный   | 469  | ↗ 1105 | ↗ 2736 | ↗ 5049   | ↗ 6065   | ↘ 5919   | ↗ 6977   |
| .. автомобильный     | 46   | ↗181   | ↗ 841  | ↗ 2345   | ↗ 3963   | ↗ 4218   | ↘ 2097   |
| .. морской           | 89   | ↗ 894  | ↗ 1173 | ↗ 5794   | ↗ 9729   | ↘ 8688   | ↗ 22 380 |
| .. речной            | 4    | ↗ 7    | ↘ 4    | ↗ 10     | ↘ 9      | ↗ 10     | ↘ 2      |
| .. воздушный         | 0,2  | ↗ 1    | ↗ 3    | ↗ 6      | ↗ 9      | ↗ 12     | ↘ 8      |

| Вид транспорта / год | 1950 | 1960   | 1970    | 1977    | 1980    | 1987     | 1990     |
| -------------------- | ---- | ------ | ------- | ------- | ------- | -------- | -------- |
| .. железнодорожный   | 605  | ↗ 783  | ↗ 1254  | ↗ 1459  | ↗ 1582  | ↗1764    | ↘ 1510   |
| .. автобусный        | 122  | ↗ 886  | ↗ 2610  | ↗ 3439  | ↗ 3658  | ↗ 4553   | ↘ 4454   |
| .. морской           | 0,6  | ↗ 1,8  | ↗ 10,0  | ↗ 16,1  | ↗ 25,0  | ↗ 35,0   | ↗ 42,0   |
| .. речной            | 2    | ↗ 3    | ↗ 6     | ↗ 9     | ↗ 11    | ↘ 10     | ↘ 6      |
| .. воздушный         | 6,3  | ↗ 55,6 | ↗ 414,5 | ↗ 651,9 | ↗ 990,0 | ↗ 1196,0 | ↗ 1244,0 |

| Вид транспорта / год   | 1945  | 1950   | 1960    | 1970    | 1980    | 1985    | 1988    |
| ---------------------- | ----- | ------ | ------- | ------- | ------- | ------- | ------- |
| .. железнодорожный     | 11,0  | ↗ 19,7 | ↗ 31,7  | ↗ 35,0  | ↗ 36,7  | ↘ 32,6  | ↘ 27,7  |
| .. автобусный          | 0,2   | ↗ 20,3 | ↗ 119,2 | ↗ 271,7 | ↗ 345,3 | ↗ 401,9 | ↗ 426,2 |
| .. троллейбусный       | ..    | ..     | ..      | 19,8    | ↗ 61,3  | ↗ 84,8  | ↗ 93,2  |
| .. трамвайный (Таллин) | ..    | ..     | ..      | ↗ 71,7  | ↗ 78,3  | ↗ 99,6  | ↗ 109,4 |
| .. воздушный           | 0,004 | ↗ 0,02 | ↗ 0,1   | ↗ 0,3   | ↗ 0,5   | → 0,5   | → 0,5   |
| .. морской             | ..    | ↗ 0,06 | ↗ 0,2   | ↗ 0,5   | ↗ 1,0   | ↗ 1,2   | ↗ 1,5   |
| .. речной              | 0,1   | ↘ 0,05 | ↗ 0,1   | ↗ 0,2   | ↘ 0,1   | → 0,1   | → 0,1   |

По данным за период 1960—1988 годов, средняя заработная плата на транспорте всегда была выше средней по республике.
| Вид транспорта / год                                                          | 1960 | 1965  | 1970  | 1975  | 1980  | 1985  | 1988  |
| ----------------------------------------------------------------------------- | ---- | ----- | ----- | ----- | ----- | ----- | ----- |
| Транспорт всего                                                               | 87,6 | 108,6 | 153,0 | 184,2 | 215,2 | 240,3 | 279,2 |
| ..железнодорожный                                                             | ..   | ..    | 124,1 | ..    | 171,8 | 203,7 | 245,2 |
| ..водный                                                                      | ..   | ..    | 167,7 | ..    | 215,0 | 238,4 | 287,1 |
| ..автомобильный, городской электрический, погрузочно-разгрузочные организации | ..   | ..    | 159,5 | ..    | 226,1 | 249,1 | 286,8 |

## Связь
На 1 января 1979 года в системе Министерства связи ЭССР насчитывалось 645 предприятий связи, в их числе 504 отделения связи в сельской местности, предоставлявших услуг связи населению и народному хозяйству. Стоимость основных фондов составила 109,6 млн. руб. Услуги почтовой связи предоставляли 15 районных и 2 городских узла связи (в Нарве и Силламяэ), Таллинский главпочтамт и Таллинский прижелезнодорожный почтамт; на её долю приходилось около трети общего объёма услуг вязи ЭССР. Распространением периодической печати ведало Управление по распространению печати «Союзпечать». На начало 1979 года в его распоряжении имелось 36 киосков и 10 магазинов, подчинённых Таллинскому городскому агентству «Союзпечать» и объединённым районным узлам связи. В 1978 году на 1000 человек населения было продано 1940 экземпляров газет и журналов, товарооборот на душу населения составил 12,39 руб..
В 1975 году была завершена автоматизация местной телефонной связи в республике. В 1978 года на 100 человек городского населения приходилось 17,9, сельского населения — 10,9 телефона. В начале 1979 года в Таллине был введён в эксплуатацию узел автоматической междугородной телефонной связи.
Радио- и телевещание осуществлялось через Республиканский радиотелевизионный передающий центр; радиовещанием была охвачена вся территория республики. Сеть радиопередатчиков и радиорелейных линий обеспечивали трансляцию в диапазонах средних волн двух программ вещания (в Таллине — четырёх), на ультракоротких волнах четырёх и на коротких волнах — одной программы вещания. В Таллине, Тарту, Пярну и Кохтла-Ярве велись стереофонические радиопередачи.
Приём программ Эстонского телевидения был возможен по всей территории республики. В конце 1970-х годов программу Центрального телевидения СССР можно было смотреть на территории, охватывавшей 70 % телезрителей; в Таллине, Кохтла-Ярве и Нарве транслировались передачи Ленинградского телевидения; цветным телевидением были охвачены Таллин, Тарту, Пярну, Кохтла-Ярве, Ориссааре и их ближайшие окрестности.  

Бывший Таллинский главпочтамт в 2009 году (построен в 1980 году)

Почтовая марка СССР «40 лет Эстонской ССР», 1980 год

|                                                                  | 1940 | 1950 | 1960 | 1970 | 1980  | 1988  |
| ---------------------------------------------------------------- | ---- | ---- | ---- | ---- | ----- | ----- |
| Число предприятий почты, телеграфа и телефона на конец года      | 672  | 628  | 666  | 689  | 638   | 632   |
| .. из них в сельской местности                                   | 567  | 549  | 559  | 559  | 495   | 482   |
| Число аппаратов городской телефонной сети на конец года, тыс. шт | 20   | ↘ 17 | ↗ 31 | ↗ 90 | ↗ 188 | ↗ 265 |
| Число аппаратов сельской телефонной сети на конец года, тыс. шт  | 12   | ↘ 8  | ↗ 12 | ↗ 23 | ↗ 49  | ↗ 76  |
| Число квартирных телефонных аппаратов на конец года, тыс. шт     | ..   | ..   | ..   | 47   | ↗ 130 | ↗ 203 |
| Число междугородных таксофонов, тыс. шт                          | ..   | ..   | ..   | 49   | ↗ 229 | ↗ 566 |
| Число междугородных телефонных переговоров, млн.                 | 4,3  | 5,0  | 4,0  | 5,5  | 11,2  | 25,7  |

|                             | 1940 | 1950 | 1960  | 1970  | 1980  | 1988  |
| --------------------------- | ---- | ---- | ----- | ----- | ----- | ----- |
| Письма, млн.                | 38   | 29   | 42    | 64    | 72,6  | 74,8  |
| Посылки, тыс.               | 77   | 430  | 550   | 1000  | 1500  | 1700  |
| Денежные переводы, млн.     | 0,8  | 1,5  | 2,6   | 4,5   | 4,7   | 5,0   |
| Газеты и журналы, млн. экз. | 8,0  | 76,0 | 135,0 | 214,5 | 269,5 | 354,1 |
| Телеграммы, млн.            | 0,3  | 0,9  | 1,3   | 2,4   | 3,2   | 2,5   |

## Бытовое обслуживание населения
Бытовое обслуживание населения в Эстонской ССР получило широкое развитие в 1960-х годах. В городах и посёлках были построены новые и реконструированы действующие мастерские бытового обслуживания, ателье, прачечные, автотехнические мастерские. К 1979 году бытовым обслуживание населения занимались подведомственные Министерству бытового обслуживания ЭССР 19 комбинатов и 7 специализированных предприятий: производственное объединение «Кийр», «Автотехобслуживание», объединение ремонта радиотелевизионной аппаратуры «Электрон», Завод ремонта бытовых машин и приборов, Таллинское и Тартуское управления строительного обслуживания, фабрика индивидуального пошива «Лембиту» и др., а также проектно-технологическое бюро, ремонтно-строительное управление и опытно-механический завод «Терас». Наиболее крупным предприятием бытового обслуживания других ведомств был Специализированный автоцентр ВАЗа в Таллине.

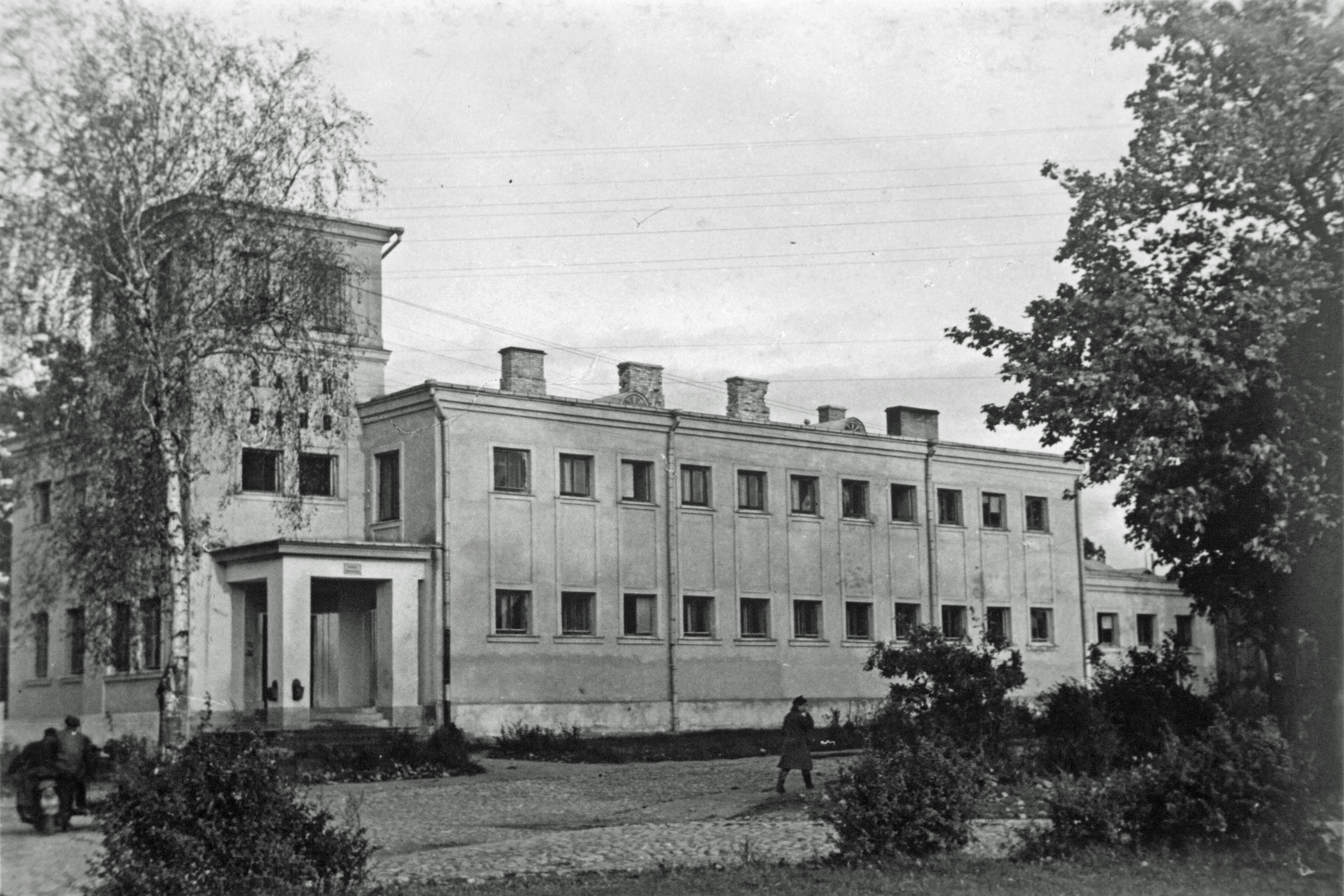
Баня в городе Валга, 1948 год

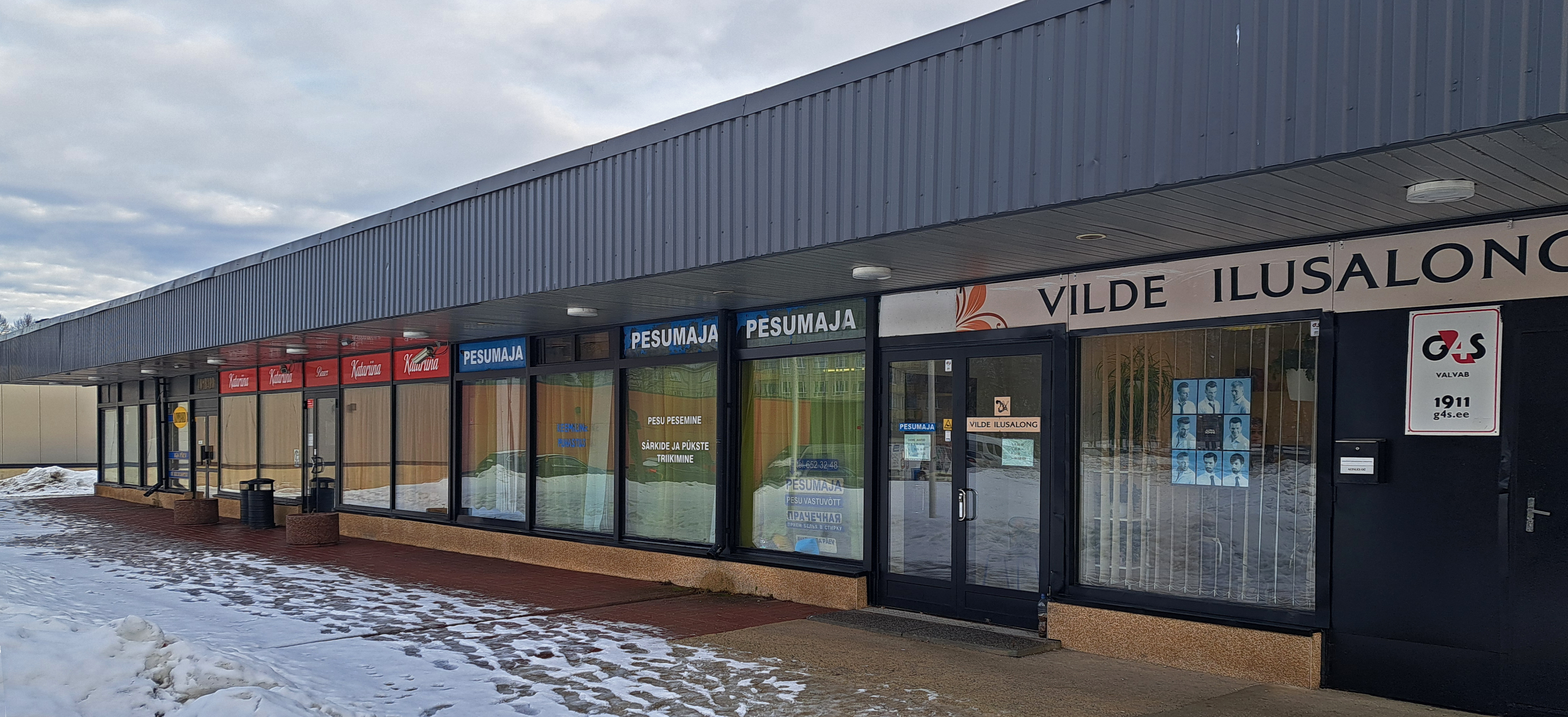
Прачечная и парикмахерская на улице Вильде в Таллине, 2024 год. Работают с 1970 года

| | 1940 | 1960 | 1965 | 1970  | 1977  | 1980  | 1988  |
| --- | ---- | ---- | ---- | ----- | ----- | ----- | ----- |
| Объём бытовых услуг в текущих ценах, млн. руб.                                                                   | ..   | 9,4  | 20,3 | 36,5  | 70,4  | 74,1  | 142,5 |
| Объём бытовых услуг в ценах 1976 года, млн. руб.                                                                 | ..   | 9,0  | 19,5 | 34,1  | 57,2  | 67,8  | ..    |
| Объём бытовых услуг на душу населения, руб.                                                                      | ..   | 7    | 15   | 25    | 39    | 46    | ..    |
| Численность работников службы быта, тыс. чел.                                                                    | ..   | ..   | 12,4 | 15,8  | 19,3  | 19,9  | ..    |
| Число предприятий бытового обслуживания, вкл. ателье и мастерские                                                | ..   | 1368 | 1932 | 2166  | 1980  | 1955  | 2405  |
| .. Бани и души                                                                                                   | 64   | 51   | 117  | 355   | 327   | 319   | 276   |
| единовременная вместимость бань                                                                                  | 6684 | 5119 | 6353 | 11366 | 11309 | 11357 | ..    |
| число посетителей бань, тыс. чел.                                                                                | 3527 | 7119 | 8219 | 8409  | ..    | 6187  | ..    |
| ..Прачечные | 1    | 9    | 29   | 44    | 55    | 58    | 61    |
| выстирано белья, тонн                                                                                            | 464  | 3809 | 5125 | 12336 | 18090 | 19729 | ..    |
| ..Парикмахерские                                                                                                 | ..   | ..   | 455  | 533   | 532   | 543   | 758   |
| ..Фотоателье | ..   | ..   | 82   | 100   | 94    | 90    | 103   |
| ..Ателье по ремонту и индивидуальному пошиву одежды                                                              | ..   | ..   | 228  | 229   | 195   | 185   | 218   |
| ..Мастерские по ремонту радио- и телеаппаратуры, бытовых машин и приборов, ремонту и изготовлению металлоизделий | ..   | ..   | 193  | 195   | 176   | 158   | 186   |

## Труд
По данным статистических служб Эстонской ССР и СССР, начиная с 1955 года средняя заработная плата рабочих и служащих в Эстонской ССР всегда была выше средней по Советскому Союзу на 2—13%.
|               | 1940 | 1945 | 1950 | 1955 | 1960 | 1965 | 1970  | 1975  | 1980  | 1985  | 1986  | 1987  | 1988  |
| ------------- | ---- | ---- | ---- | ---- | ---- | ---- | ----- | ----- | ----- | ----- | ----- | ----- | ----- |
| Эстонская ССР | 32,2 | 40,9 | 63,8 | 72,4 | 81,9 | 99,9 | 135,3 | 159,8 | 188,7 | 215,1 | 221,0 | 229,0 | 249,2 |
| СССР          | 33,9 | 44,2 | 64,6 | 71,1 | 80,6 | 96,5 | 122,0 | 145,8 | 168,9 | 190,1 | 195,6 | 202,9 | 219,8 |

По данным статистической службы Эстонской ССР, в период 1960—1988 годов самая высокая среднемесячная заработная плата постоянно сохранялась в строительной отрасли. C 1960 по 1980 год за ним следовала промышленность, в 1985 году её опередило сельское хозяйство. Самая низкая зарплата постоянно сохранялась в области культуры.
|                                                                                                 | 1960 | 1965  | 1970  | 1975  | 1980  | 1985  | 1988  |
| ----------------------------------------------------------------------------------------------- | ---- | ----- | ----- | ----- | ----- | ----- | ----- |
| Всего                                                                                           | 81,9 | 99,9  | 135,3 | 159,8 | 188,7 | 215,1 | 249,2 |
| Промышленность (промышленно-производственный персонал)                                          | 92,6 | 107,1 | 146,7 | 172,4 | 204,7 | 232,2 | 268,0 |
| Сельское хозяйство                                                                              | 62,8 | 81,2  | 126,4 | 167,4 | 193,6 | 248,6 | 274,2 |
| Лесное хозяйство                                                                                | 55,4 | 81,0  | 106,8 | 134,8 | 161,1 | 177,5 | ..    |
| Транспорт                                                                                       | 87,6 | 108,6 | 153,0 | 184,2 | 215,2 | 240,3 | 279,2 |
| Строительство                                                                                   | 94,1 | 118,1 | 166,9 | 201,2 | 226,4 | 267,2 | 319,1 |
| Связь                                                                                           | 62,1 | 73,1  | 99,0  | 119,6 | 154,3 | 169,8 | 207,6 |
| Торговля и общественное питание; материально-техническое снабжение и сбыт; заготовки            | ..   | ..    | 105,9 | 114,5 | 150,1 | 166,0 | 194,7 |
| Информационно-вычислительное обслуживание                                                       | -    | -     | -     | -     | -     | -     | 226,3 |
| Жилищно-коммунальное хозяйство и бытовое обслуживание                                           | 60,3 | 78,2  | 106,6 | 126,8 | 155,4 | 181,3 | 202,5 |
| Здравоохранение, физическая культура и социальное обеспечение                                   | 60,8 | 83,4  | 99,7  | 111,3 | 141,7 | 155,1 | 180,6 |
| Образование                                                                                     | 76,3 | 100,2 | 110,7 | 130,2 | 145,4 | 163,4 | 192,0 |
| Культура                                                                                        | 53,1 | 79,7  | 96,8  | 109,5 | 137,1 | 150,3 | 159,6 |
| Наука и научное обслуживание                                                                    | 80,3 | 110,7 | 134,3 | 151,9 | 184,3 | 203,9 | 251,1 |
| Кредитование и государственное страхование                                                      | 70,7 | 85,2  | 110,6 | 133,8 | 165,2 | 187,0 | 225,1 |
| Государственное и хозяйственное управление, управление кооперативных и общественных организаций | 87,3 | 108,7 | 130,4 | 144,0 | 173,2 | 191,9 | 225,5 |

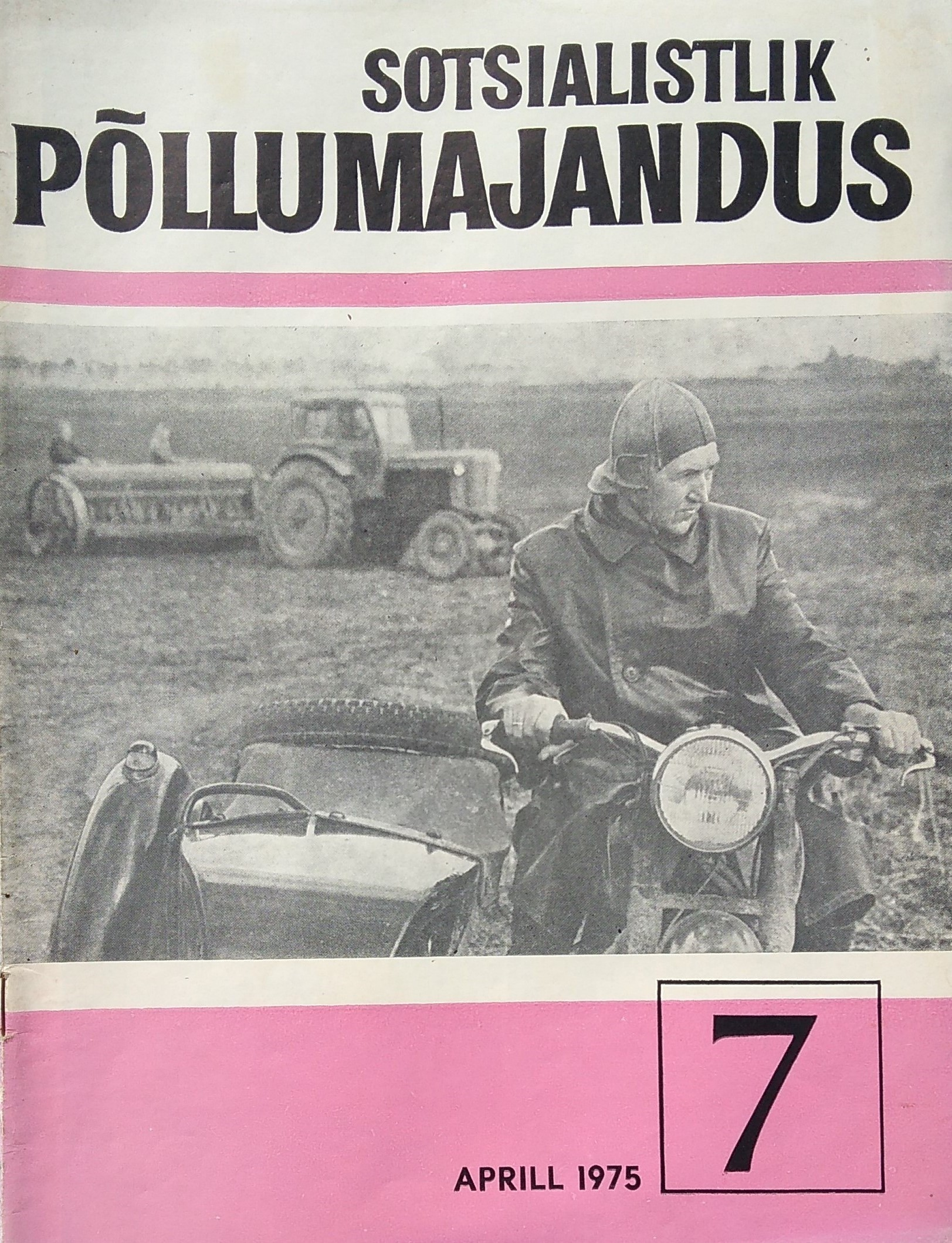
Обложка журнала на эстонском языке «Социалистическое сельское хозяйство», апрель 1975 года

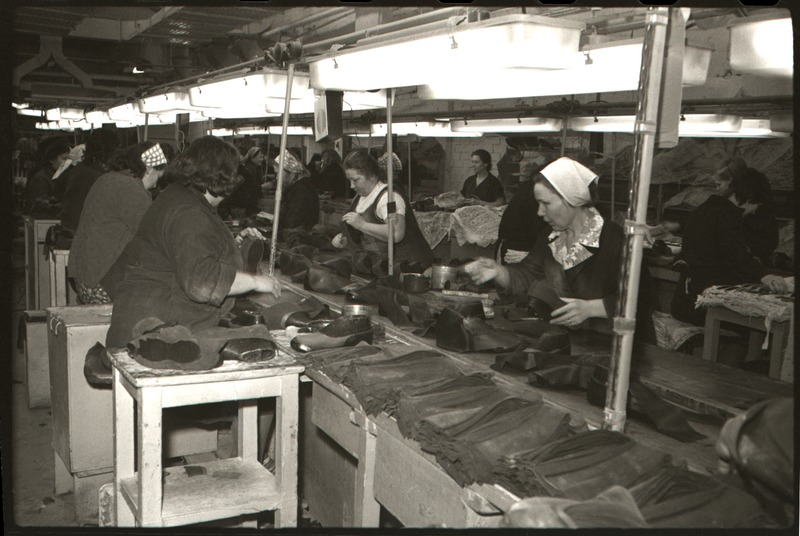
В цеху форменной обуви завода резиновых изделий «Пыхьяла», 1977 год

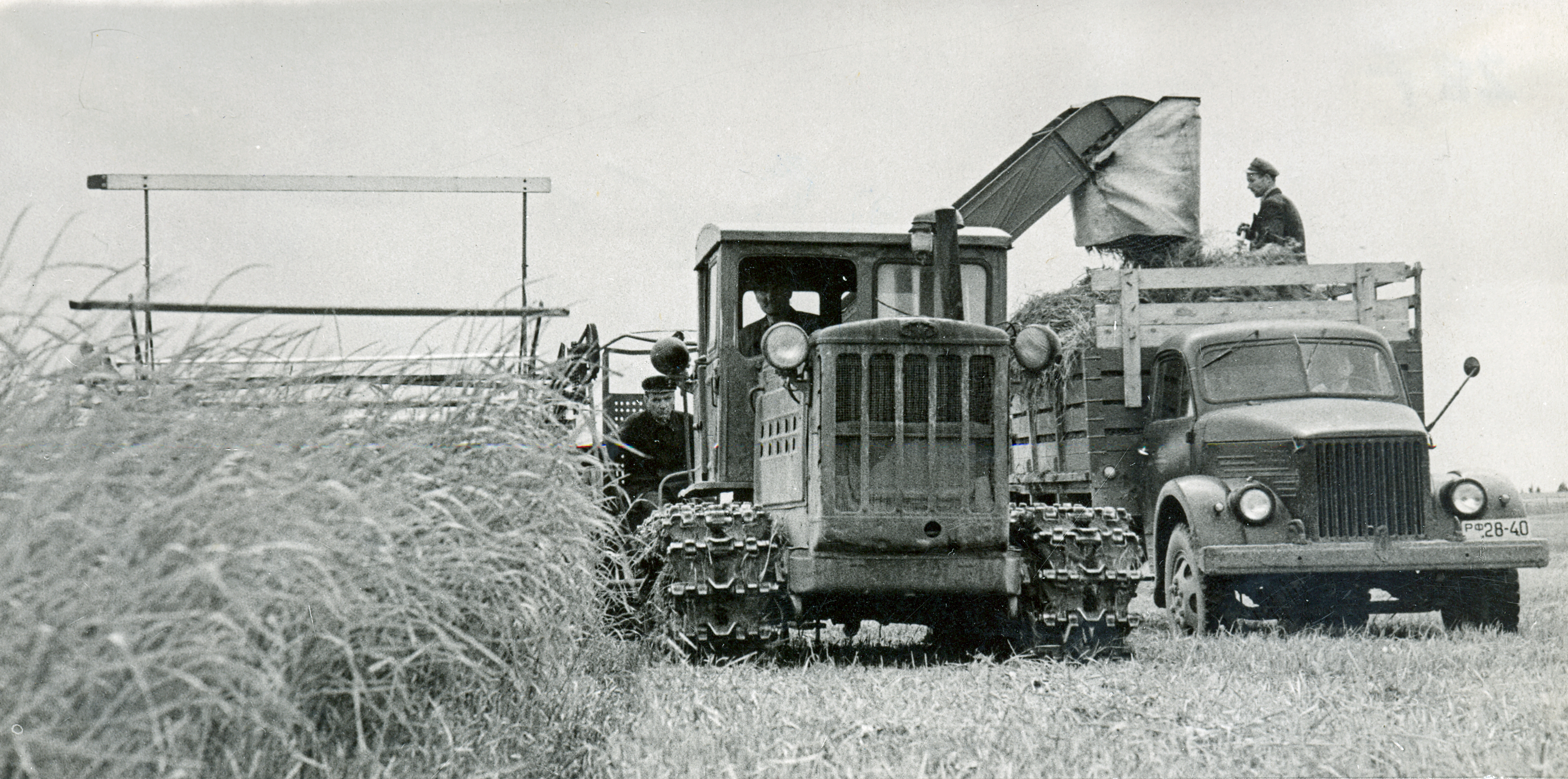
Сбор зелёной массы кормоуборочным комбайном в опорно-показательном совхозе-техникуме им. Ю. Гагарина, 1962 год

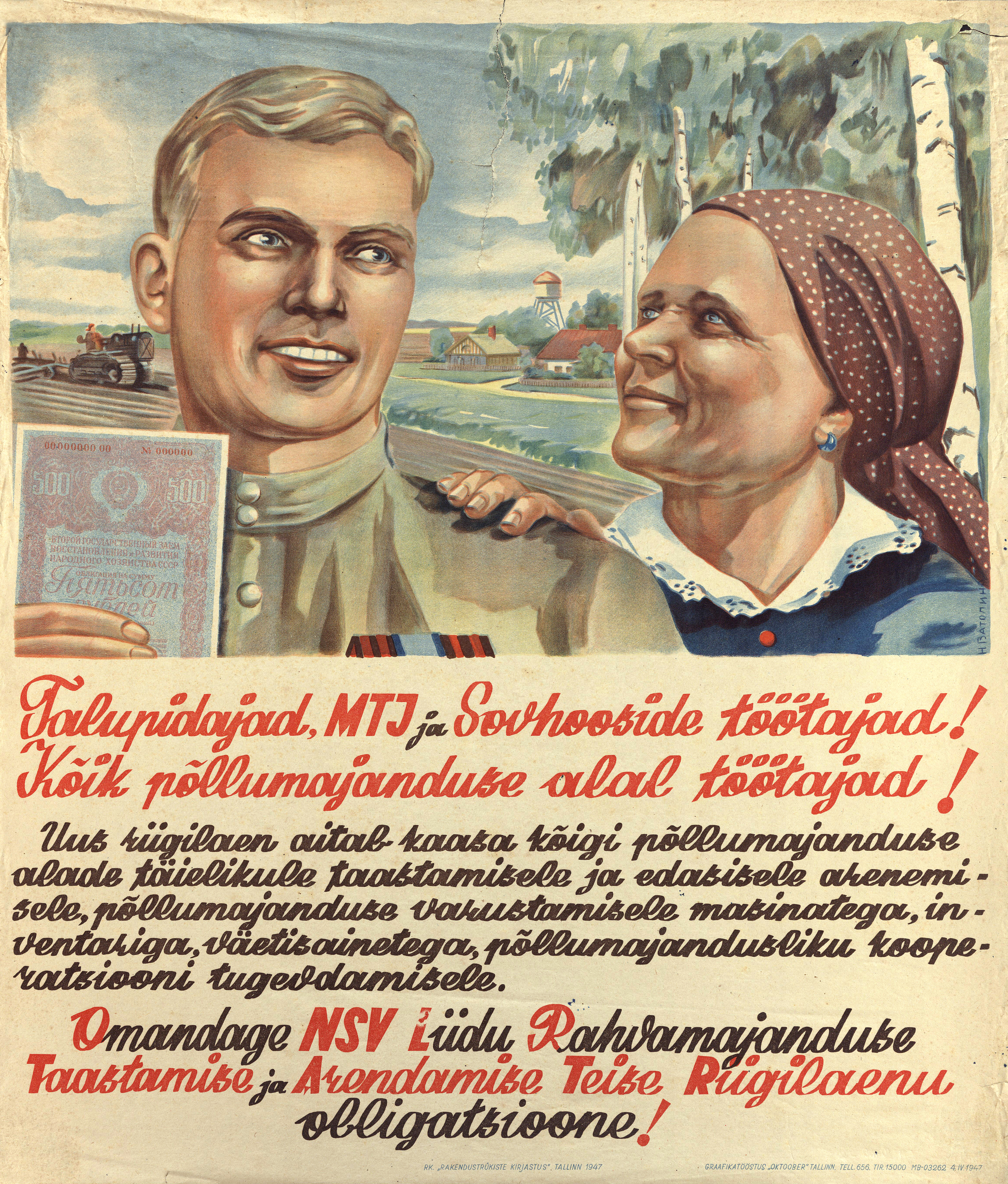
Плакат «Работники сельского хозяйства, покупайте облигации второго госзайма» (1947 год)

По данным за 1970—1987 годы, среднемесячная заработная плата работников совхозов в Эстонской ССР была выше средней по СССР на 20—44%.
|               | 1970  | 1975  | 1980  | 1985  | 1986  | 1987  |
| ------------- | ----- | ----- | ----- | ----- | ----- | ----- |
| Эстонская ССР | 121,2 | 168,4 | 197,3 | 257,2 | 281,3 | 266,6 |
| СССР          | 101,1 | 126,7 | 149,7 | 184,4 | 195,2 | 201,3 |

Среднемесячная оплата труда колхозников в ЭССР в эти же годы также была выше средней по СССР, причём, ещё существеннее — на 68—85 %.
|               | 1970  | 1975  | 1980  | 1985  | 1986  | 1987  |
| ------------- | ----- | ----- | ----- | ----- | ----- | ----- |
| Эстонская ССР | 126,2 | 170,1 | 206,2 | 272,7 | 283,5 | 291,1 |
| СССР          | 74,9  | 92,0  | 118,5 | 153,4 | 163,0 | 170,2 |

|      | 1960 | 1965 | 1970 | 1975 | 1980 | 1985 | 1986 | 1987 | 1988 |
| ---- | ---- | ---- | ---- | ---- | ---- | ---- | ---- | ---- | ---- |
| Руб. | 1160 | 1802 | 2559 | 3683 | 4485 | 5664 | 5544 | 5891 | 5915 |

По данным за 1970—1987 годы, средняя величина денежных вкладов населения в Сберегательном банке СССР была выше у жителей сельской местности чем у городских жителей на 25—34 %.
|                                        | 1970 | 1980 | 1985 | 1987 |
| -------------------------------------- | ---- | ---- | ---- | ---- |
| Всего                                  | 806  | 1361 | 652  | 1931 |
| ..в городах и посёлках городского типа | 773  | 1296 | 1567 | 1843 |
| ..в сельской местности                 | 966  | 1662 | 2093 | 2416 |